# 国家美术馆 (华盛顿)
国家美术馆（英語：National Gallery of Art），是一座位於美國華盛頓特區的藝術博物館，常縮寫為NGA，隸屬於美國政府。建築物本身分為東西兩棟，靠地下通道相通。尽管该馆周边有多个史密森尼学会名下的博物馆和美术馆，但该馆与史密森尼学会并没有隶属关系。館內主要收藏14-18世紀的義大利、荷蘭、法蘭德斯及英國繪畫作品，以及19世紀印象派及後印象派畫作為主，亦有收藏部分20世紀的繪畫及雕塑作品，是全美對於文藝復興及巴洛克繪畫收藏最完善的博物館。

## 歷史
匹茲堡銀行家及之後的財政部長安德魯·W·梅隆於第一次世界大戰期間開始收集古典繪畫大師的繪畫及雕塑作品，並於1920年代晚期決定將他的收藏安放至由國家建立的藝廊裡。在經過一系列討論與決定後，梅隆決定採納約翰·羅素·波普的設計，建造一棟全新的建築來安放他的收藏，並計畫將此建築及收藏全數捐贈給美國政府，但直到梅隆去世的1937年，他的這項計畫才被美國國會批准，他刻意不將藝廊以他的名字命名，有一說是為了誘導其他富有的收藏家仿效他的收藏，將作品捐贈給國家而不是用座私人收藏。國家藝廊的西翼於1941年完工並於同年對外開放。
並為了增加展覽空間，於1978年擴建了東翼，由美籍华裔建筑师贝聿铭设计；而於1999年5月23日，博物館最後一區国家美术馆雕塑园竣工並對外開放，為一個位於戶外且專門展示雕塑的空間。
藝廊每隔幾年便會進行大規模翻修，最近一次翻修為2013年時耗資6,840萬美元翻修博物館的東翼。

## 收藏
國家藝廊及雕塑花園收藏有歐洲及美國的繪畫、雕塑及各式在紙上的作品以及攝影作品、裝飾藝術為大宗，是一所綜合性的藝術博物館。
國家藝廊的最初館藏是由眾多捐贈者所贈與的收藏，其中又以梅隆及卡瑞斯的收藏為核心，1930-31年，梅隆透過骨董商的中介，從蘇聯艾米塔吉博物館購買了21件珍貴畫作，這次的交易囊括了拉斐爾、提香及揚·范·艾克等文藝復興大師的傑作，梅隆以及企業家山繆·亨利·卡瑞斯於1941年捐贈了數量龐大的繪畫收藏給國家藝廊，成為了國家藝廊的核心收藏，當中幾乎囊括了所有文藝復興大師的作品。包括美国设计索引在内，美国羅斯福新政下联邦艺术计划的一些專案的作品也被收藏於此。
國家藝廊內還收藏了近75,000件版畫，一開始由5位捐贈者於1941年捐贈了400件作品，後於1942年由藝術收藏家喬瑟夫·爾利·韋德納捐贈了近2,000件收藏，1943年商人萊辛·朱利葉斯·羅森瓦爾德捐贈了古典及近代大師的版畫共8,000件，羅森瓦爾德在1943－79年間總共捐贈了近14,000件作品，而2008年時，作家及知名收藏家芮芭·懷特·威廉姆斯及其丈夫戴夫（Dave H. Williams）捐贈了他們收藏的超過5,200件美國版畫。
此外國家藝廊亦會透過各種管道收購藏品，館藏持續擴充中。

## 主要館藏列表

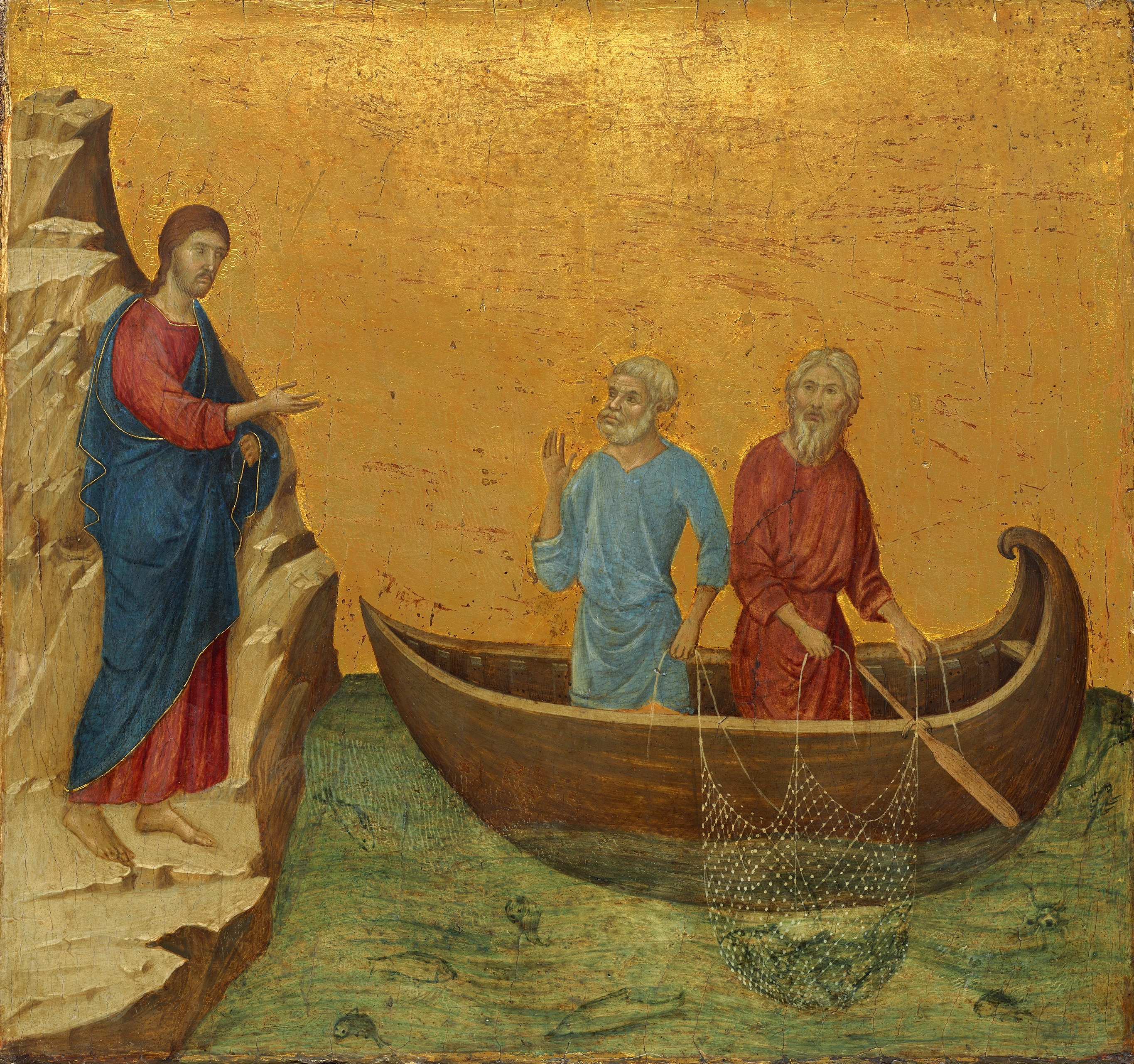
杜喬·迪·博尼塞尼亞的《彼得和安德烈的召喚（意大利语：Vocazione di Pietro e Andrea）》，43.5 × 46cm，約作於1308－1311年，來自山繆·亨利·卡瑞斯的收藏。
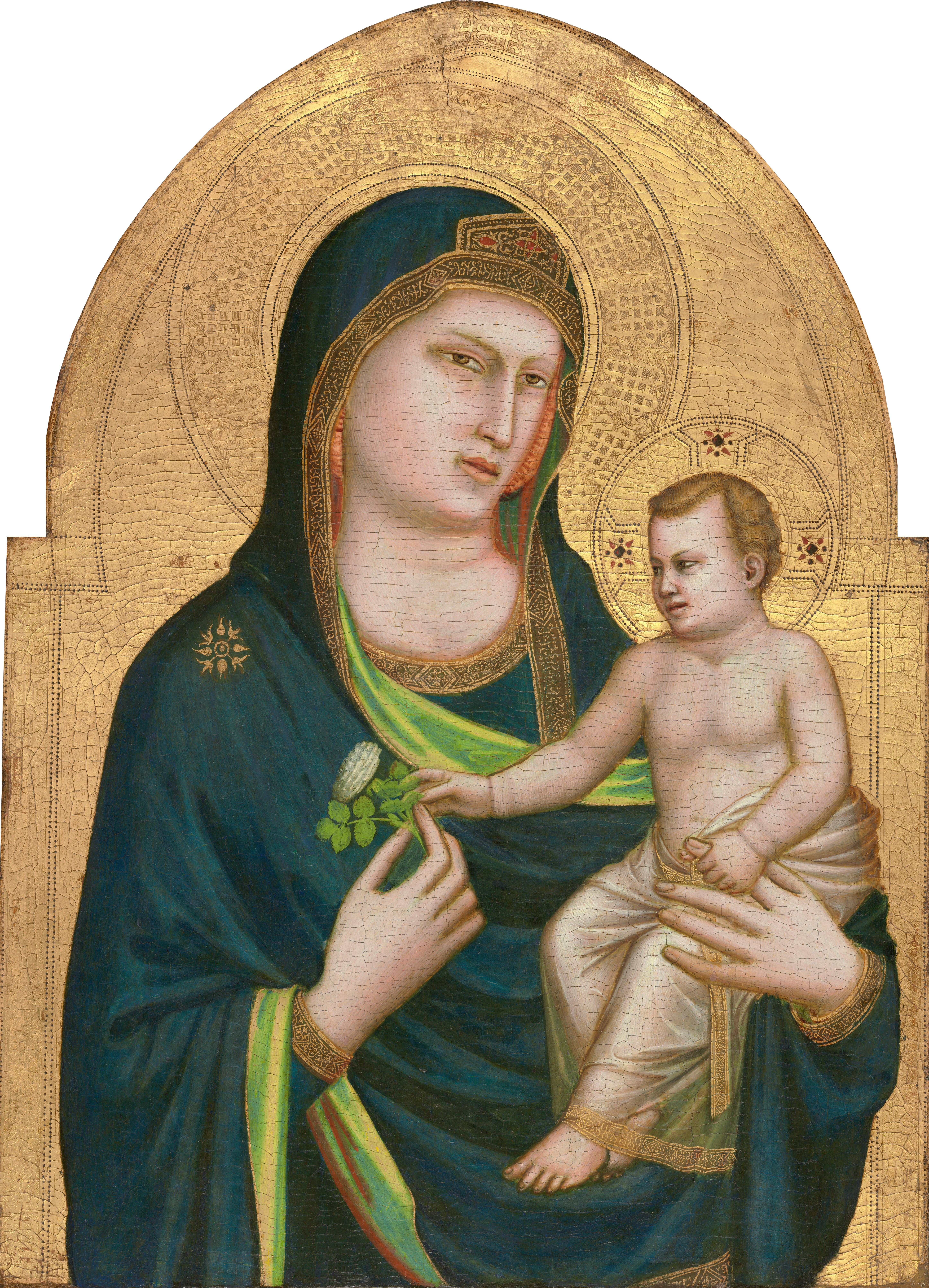
喬托的《聖母及聖子（意大利语：Madonna col Bambino (Giotto)）》，85.5 × 62cm，約作於1320－1330年，來自山繆·亨利·卡瑞斯的收藏。
揚·范·艾克的《聖母領報（英语：Annunciation (van Eyck, Washington)）》，92.7 × 36.7cm，約作於1434－1436年，來自安德魯·威廉·梅隆的收藏，原為艾米塔吉博物館的藏品。[7]
安傑利科修士和菲利普·利皮的《三博士來朝（英语：Adoration of the Magi (Fra Angelico and Filippo Lippi)）》，直徑137.3cm，約作於1445年，來自山繆·亨利·卡瑞斯的收藏。[8]
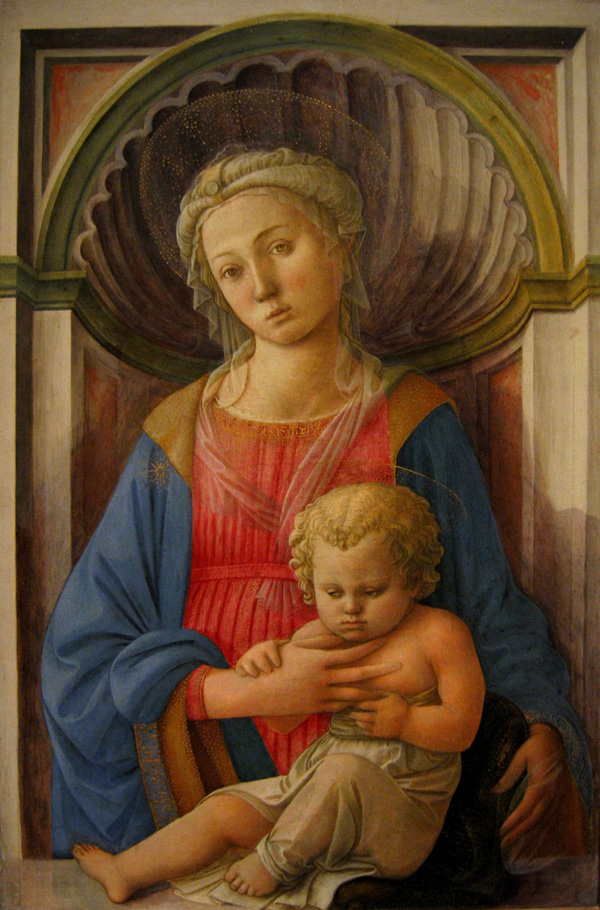
菲利普·利皮的《聖母及聖子（意大利语：Madonna col Bambino (Filippo Lippi Washington)）》，79 × 57cm，約作於1440－1445年，來自山繆·亨利·卡瑞斯的收藏。
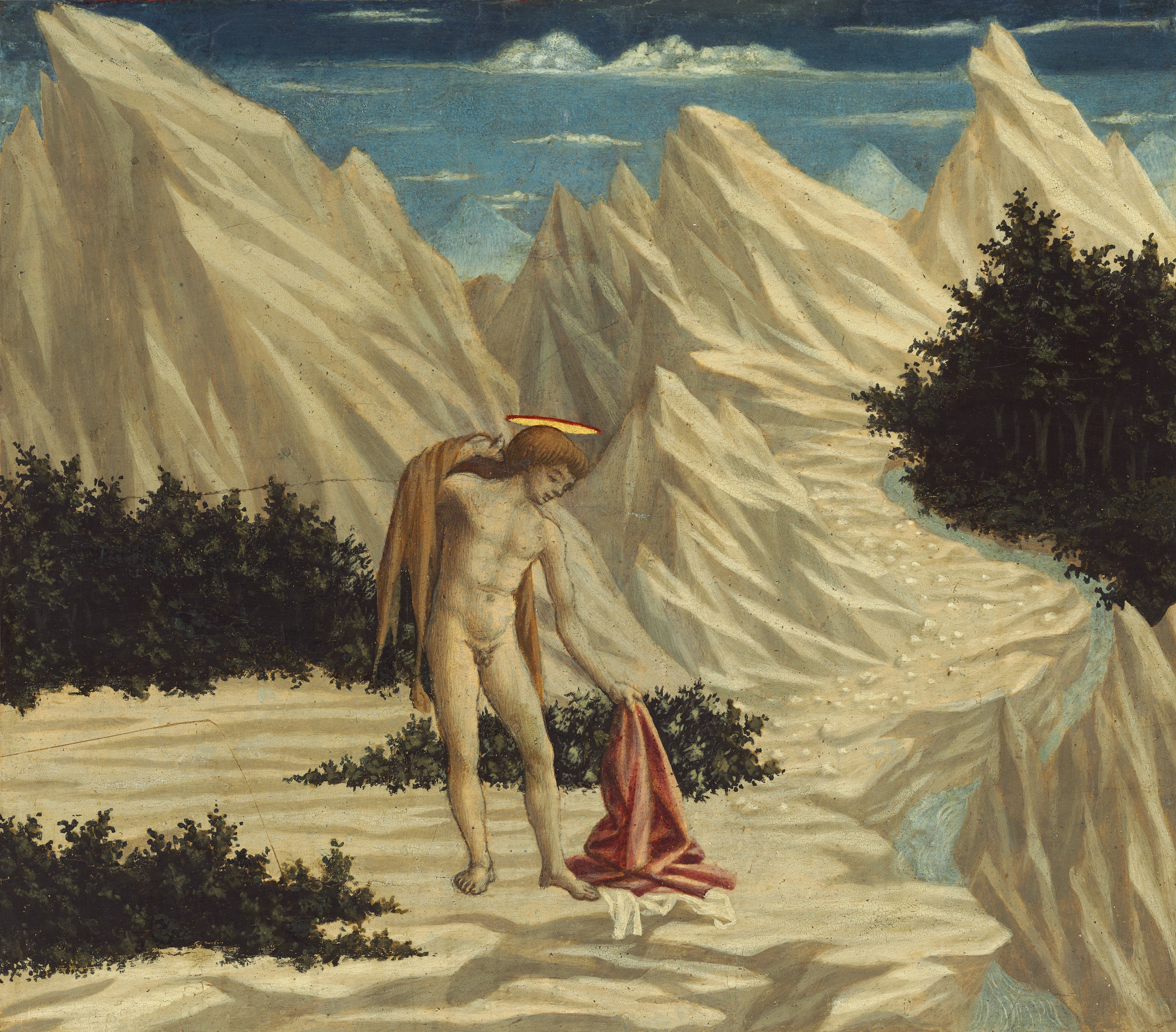
多梅尼科·維內齊亞諾（英语：Domenico Veneziano）的《在荒漠中的聖約翰》（San Giovanni nel Deserto），28.3 × 32.4cm，約作於1445年，來自山繆·亨利·卡瑞斯的收藏。
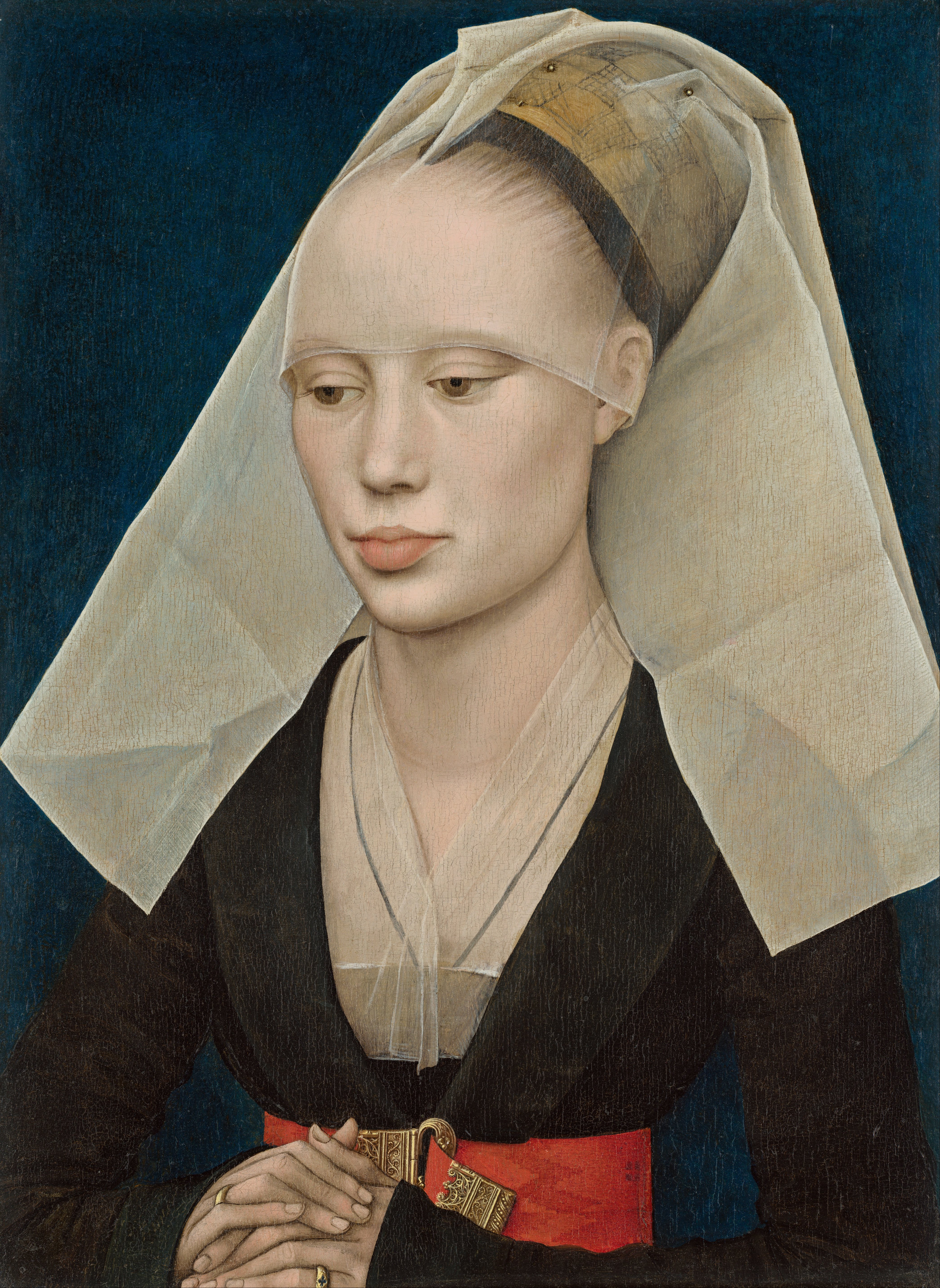
羅希爾·范德魏登的《妇人画像》，37 × 27cm，約作於1460年，來自安德魯·威廉·梅隆的收藏。
達文西的《吉內薇拉·班琪》，42.7 × 37cm，約作於1474年，1967年購自列支敦斯登王室的收藏。[12]
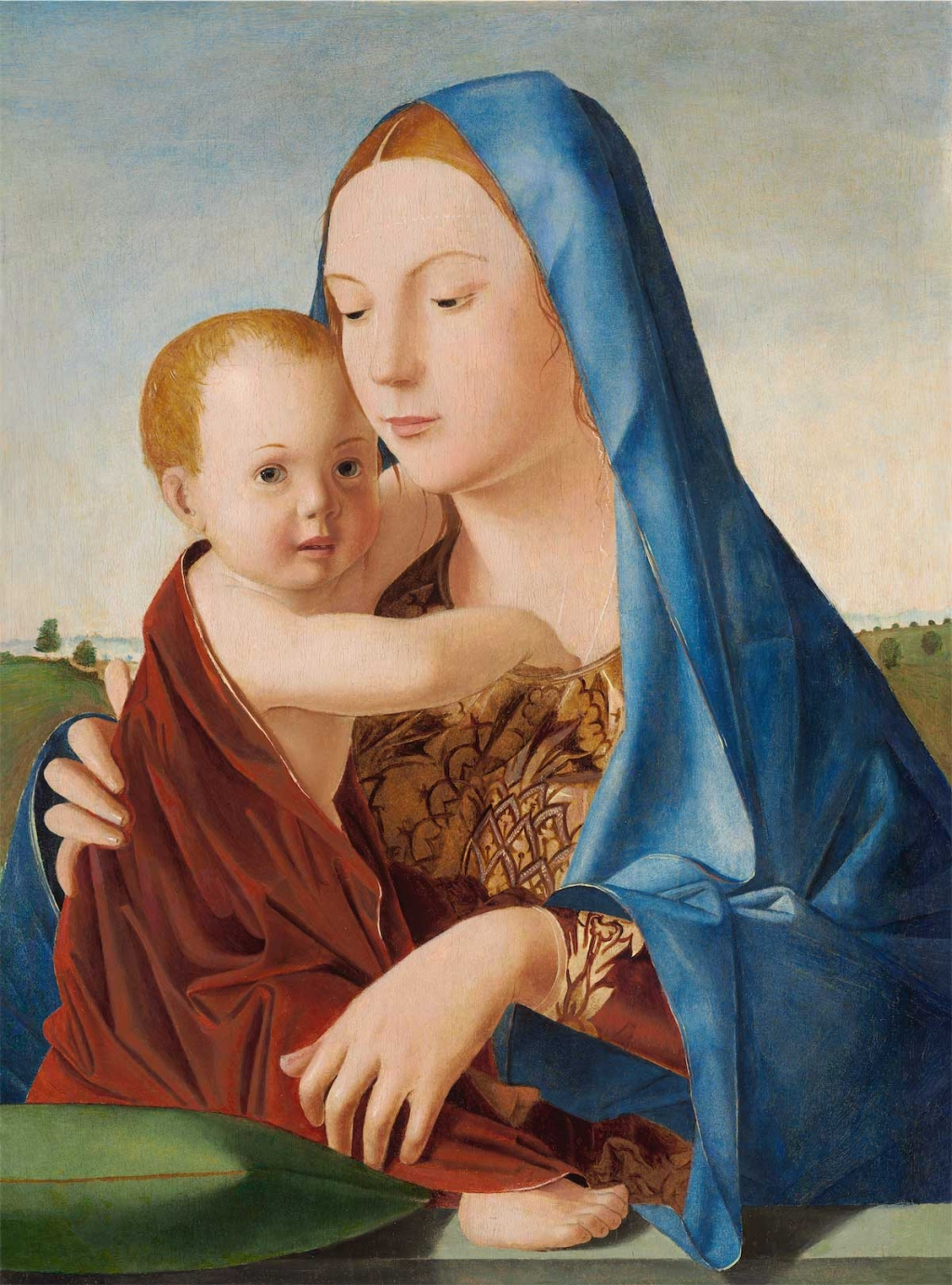
安托內羅·達·梅西那的《聖母及聖子（意大利语：Madonna Benson）》，58.9 × 43.7cm，約作於1475年，來自安德魯·威廉·梅隆的收藏。
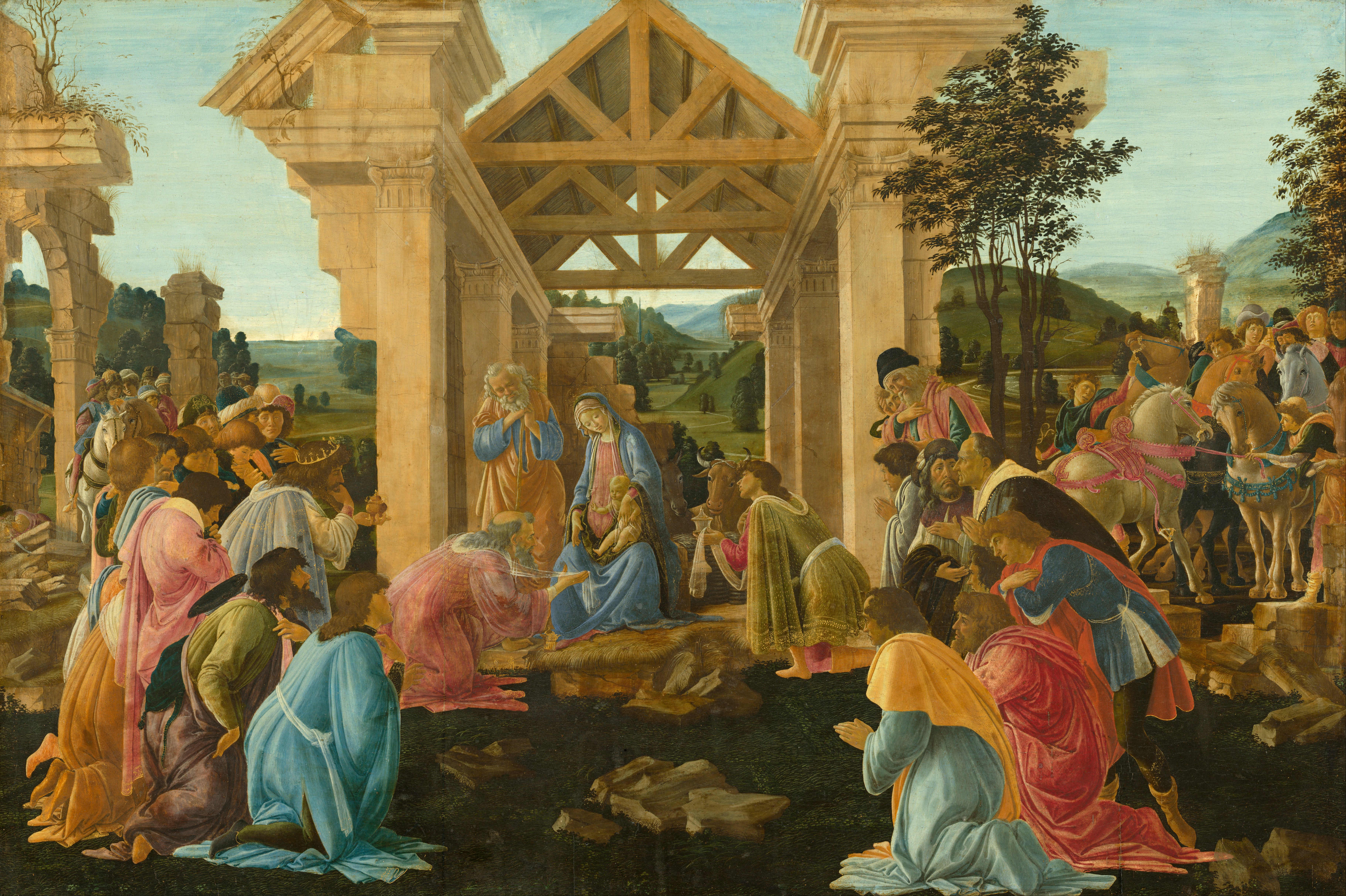
波提且利的《三博士來朝（意大利语：Adorazione dei Magi (Botticelli Washington)）》，70 × 104.2cm，約作於1480年，來自安德魯·威廉·梅隆的收藏，原為艾米塔吉博物館的藏品。
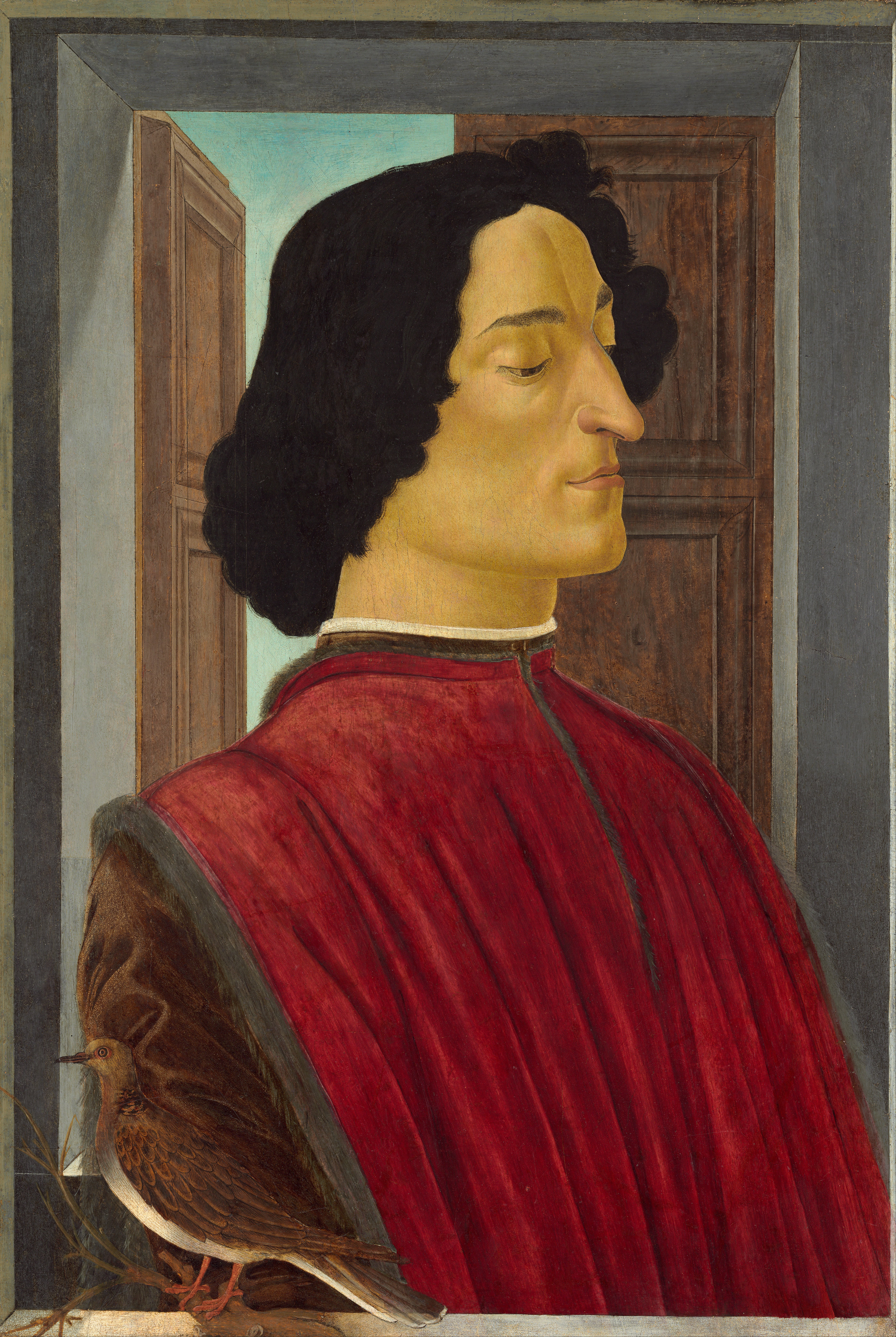
波提且利的《朱利亞諾·德·美第奇肖像畫（意大利语：Ritratto di Giuliano de' Medici (Botticelli Washington)）》，75.5 × 52.5cm，約作於1478年，來自山繆·亨利·卡瑞斯的收藏。
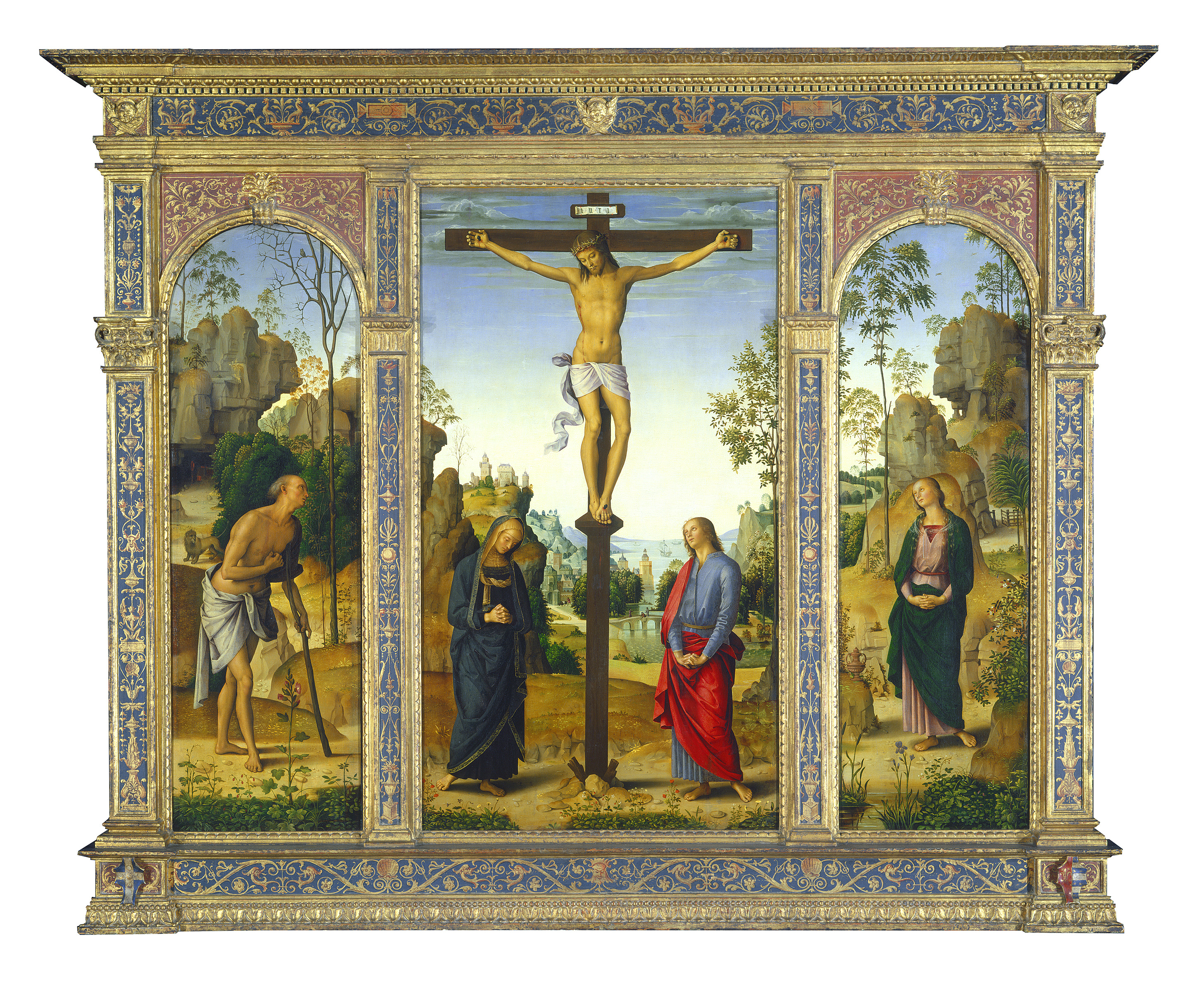
彼得羅·佩魯吉諾的《戈利岑三聯畫（英语：Galitzin Triptych）》，左幅及右幅95 × 30.1cm，中幅101.5 × 56.5cm，約作於1482－1484年，來自安德魯·威廉·梅隆的收藏，原為艾米塔吉博物館的藏品。
耶羅尼米斯·波希的《死神與守財奴（英语：Death and the Miser）》，91 × 31cm，約作於1485－90年，來自山繆·亨利·卡瑞斯的收藏。[17]
聖路濟亞傳說的大師（英语：Master of the Legend of Saint Lucy）的《天國王后瑪麗亞》（Mary, Queen of Heaven），201.5 × 163.8cm，約作於1485－1500年，來自山繆·亨利·卡瑞斯的收藏。[18]
皮耶羅·迪·科西莫的《拜訪聖尼古拉及聖安東尼（英语：Visitation with Saint Nicholas and Saint Anthony）》，184.2 × 188.6cm，約作於1490年，來自山繆·亨利·卡瑞斯的收藏。[19]
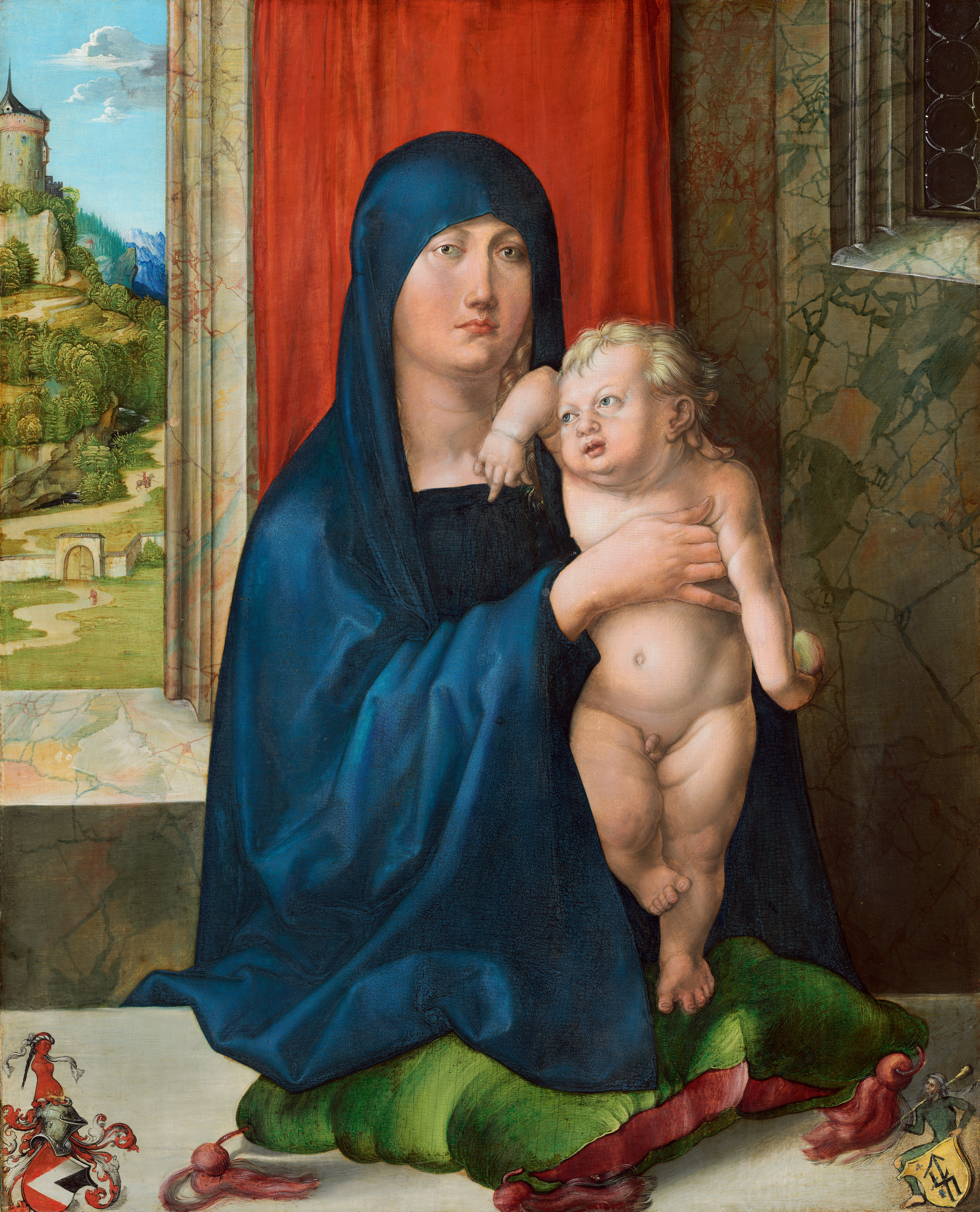
阿爾布雷希特·杜勒的《聖母與聖子（英语：Haller Madonna）》，54.2 × 42.2cm，約作於1496－1499年，來自山繆·亨利·卡瑞斯的收藏。
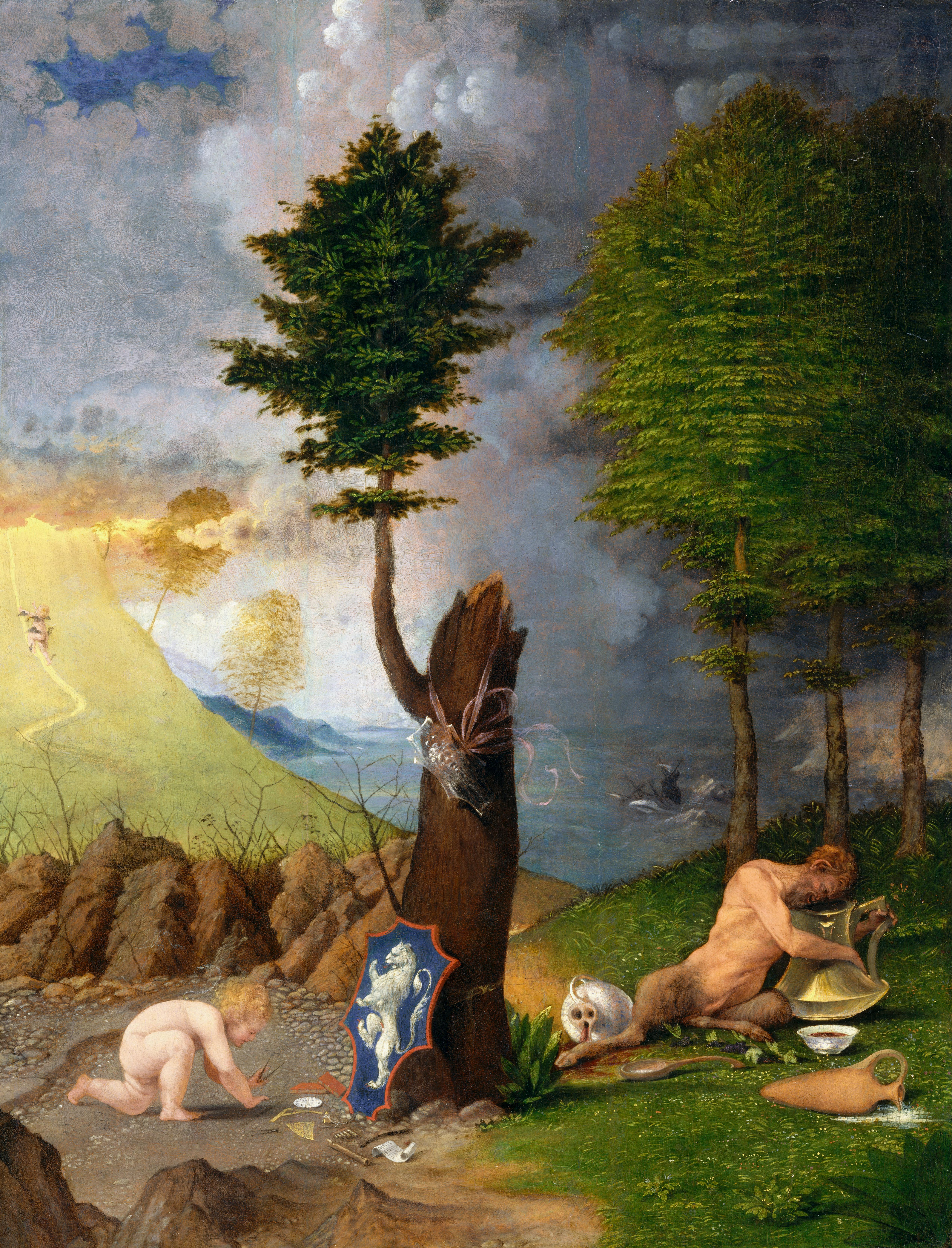
羅倫佐·洛托（英语：Lorenzo Lotto）的《美德與罪惡的寓意圖（英语：Allegory of Virtue and Vice (Lotto)）》，56.5 × 42.2cm，約作於1505年，來自山繆·亨利·卡瑞斯的收藏。
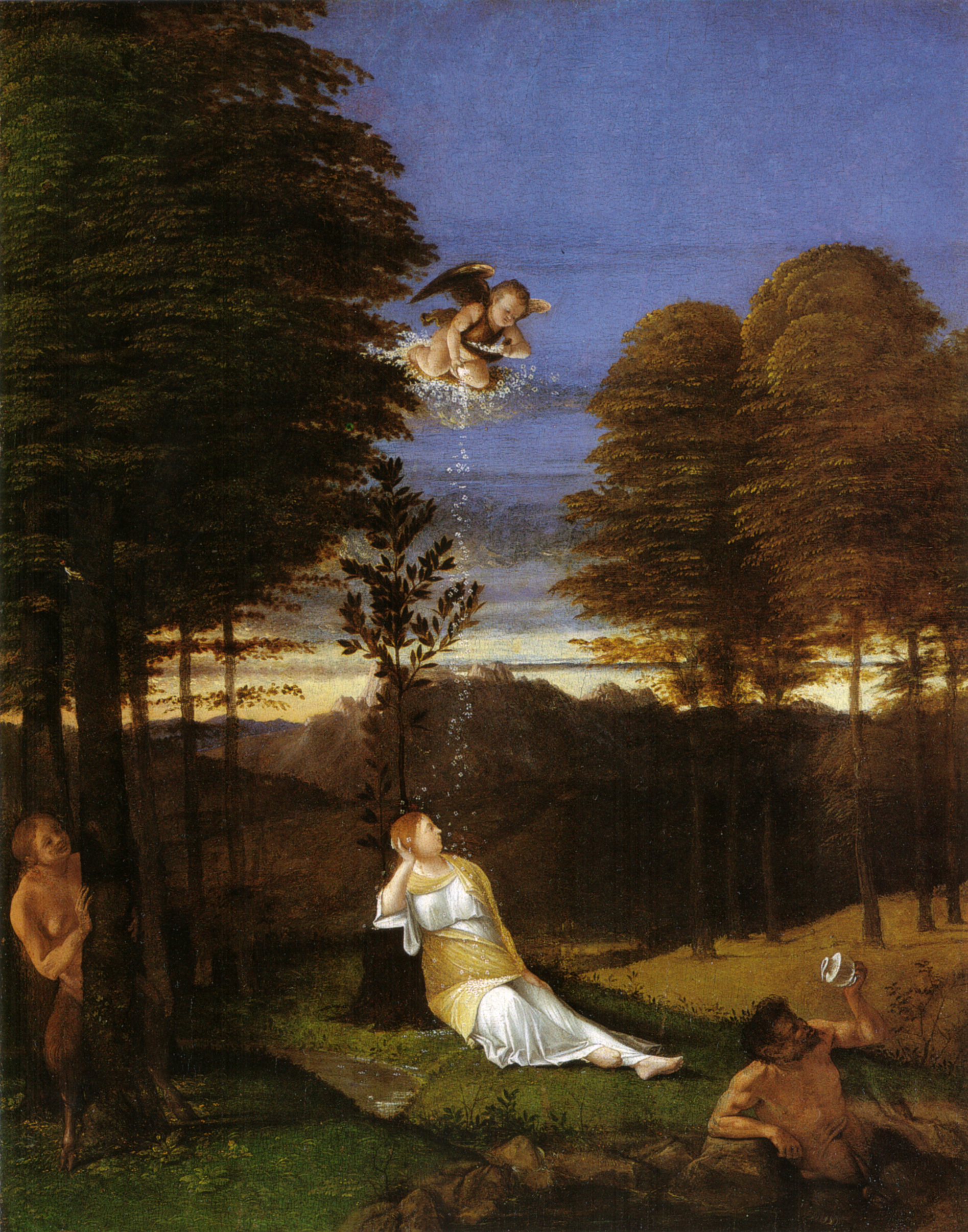
羅倫佐·洛托的《貞潔的寓意圖（英语：Allegory of Chastity）》，42.9 × 33.7cm，約作於1505年，來自山繆·亨利·卡瑞斯的收藏。
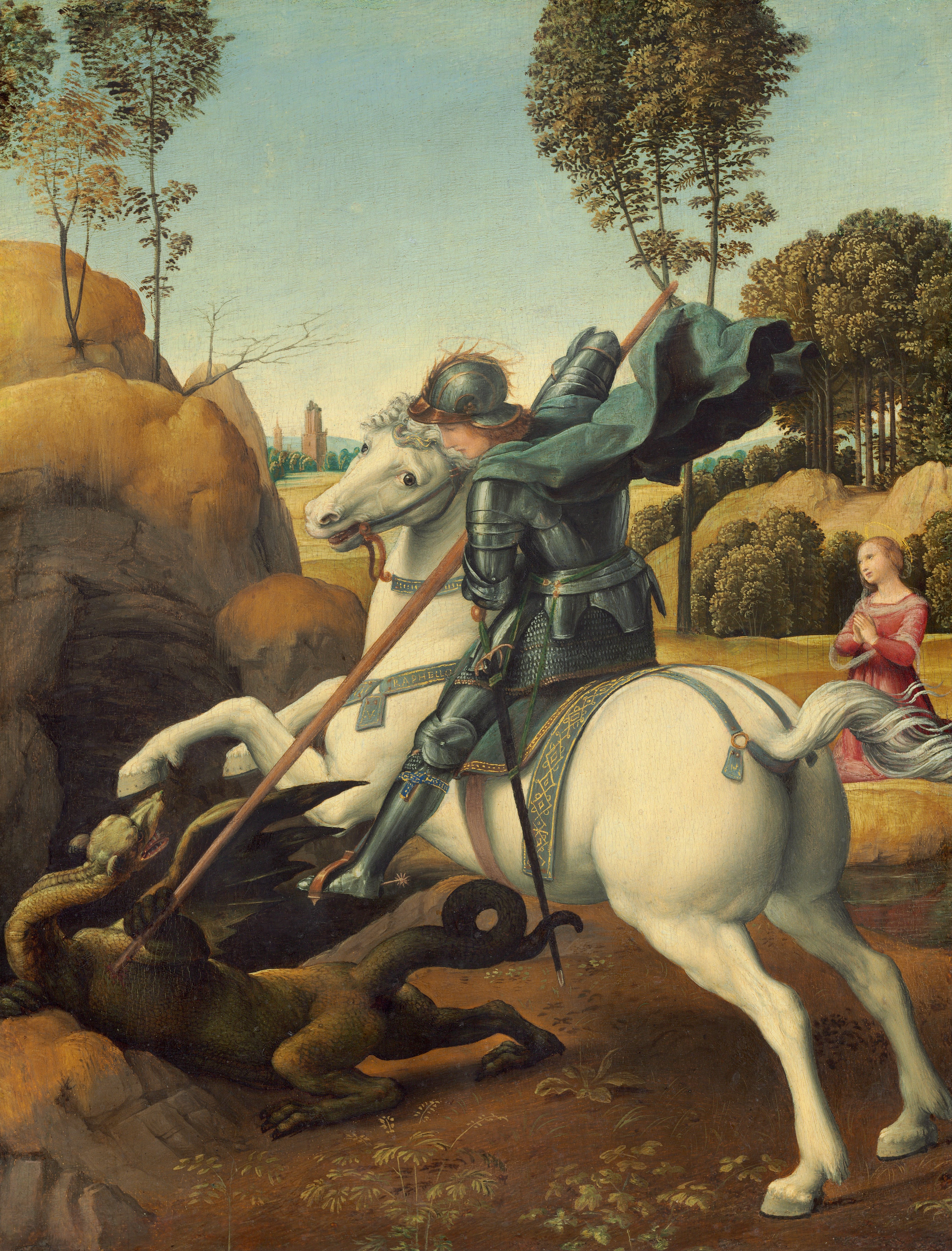
拉斐爾的《聖喬治與龍（英语：Saint George and the Dragon (Raphael)）》，28.5 × 21.5cm，約作於1506年，來自安德魯·威廉·梅隆的收藏，原為艾米塔吉博物館的藏品。
拉斐爾的《考博小聖母（英语：Small Cowper Madonna）》，59.5 × 44cm，約作於1505年，來自喬瑟夫·爾利·韋德納（英语：Joseph E. Widener）的收藏。[24]
拉斐爾的《阿尔瓦圣母》，直徑94.5cm，約作於1510年，來自安德魯·威廉·梅隆的收藏，原為艾米塔吉博物館的藏品。[25]
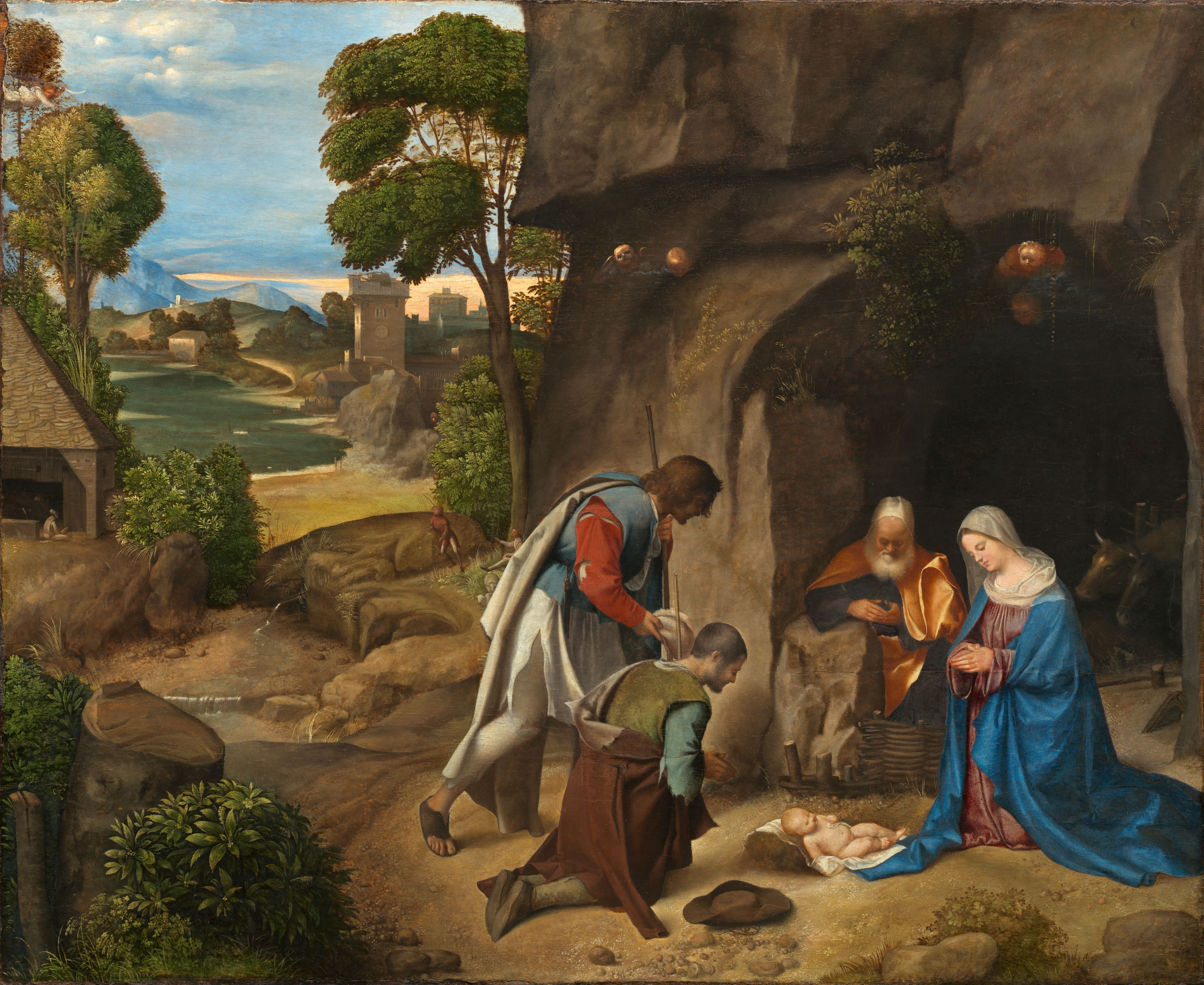
喬爾喬內的《牧羊人的崇拜》，90.8 × 110.5cm，約作於1505－1510年，來自山繆·亨利·卡瑞斯的收藏。
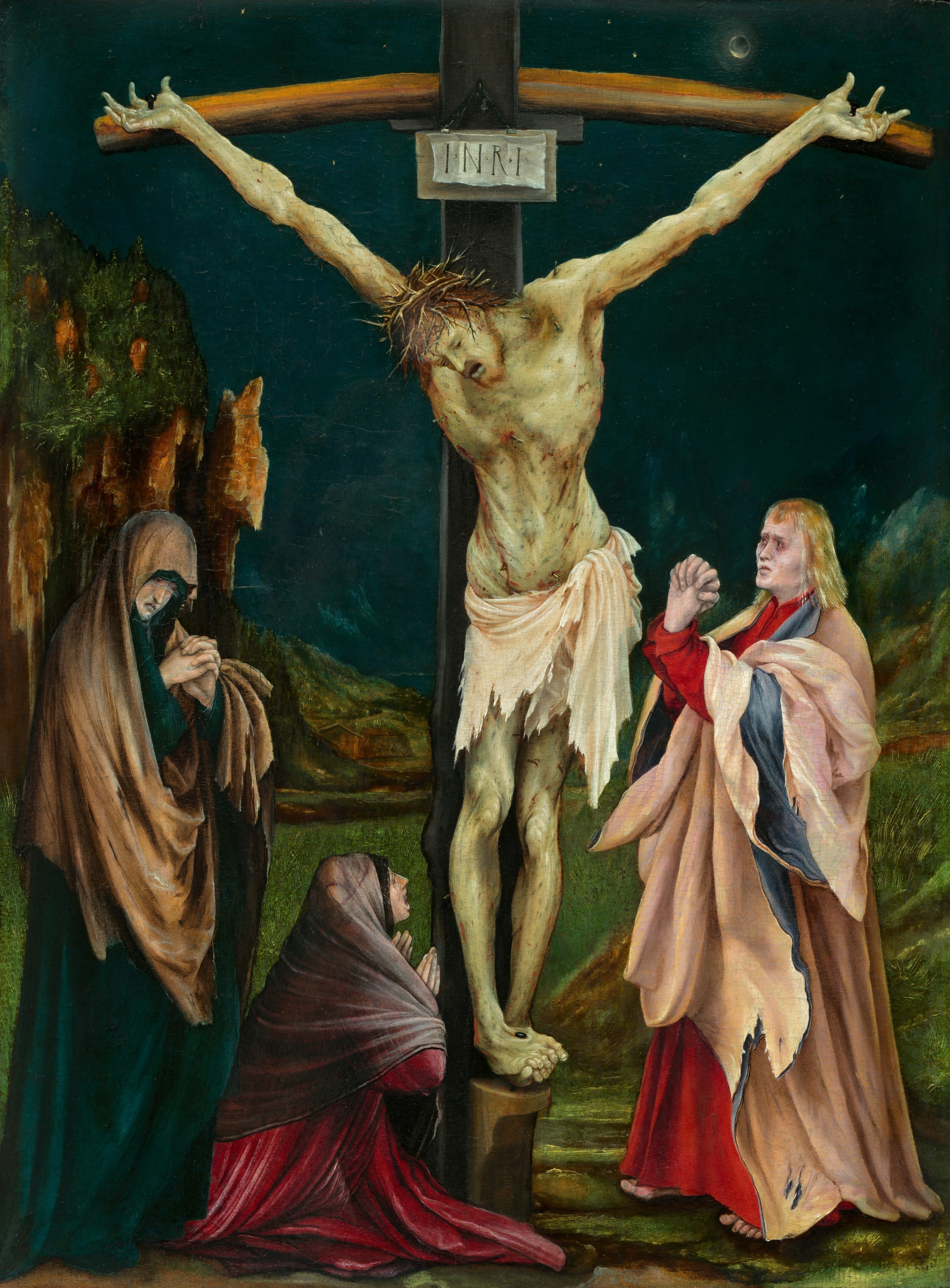
馬蒂亞斯·格呂內瓦爾德的《小耶穌受難畫》（The Small Crucifixion），61.3 × 46cm，約作於1511－1520年，來自山繆·亨利·卡瑞斯的收藏。
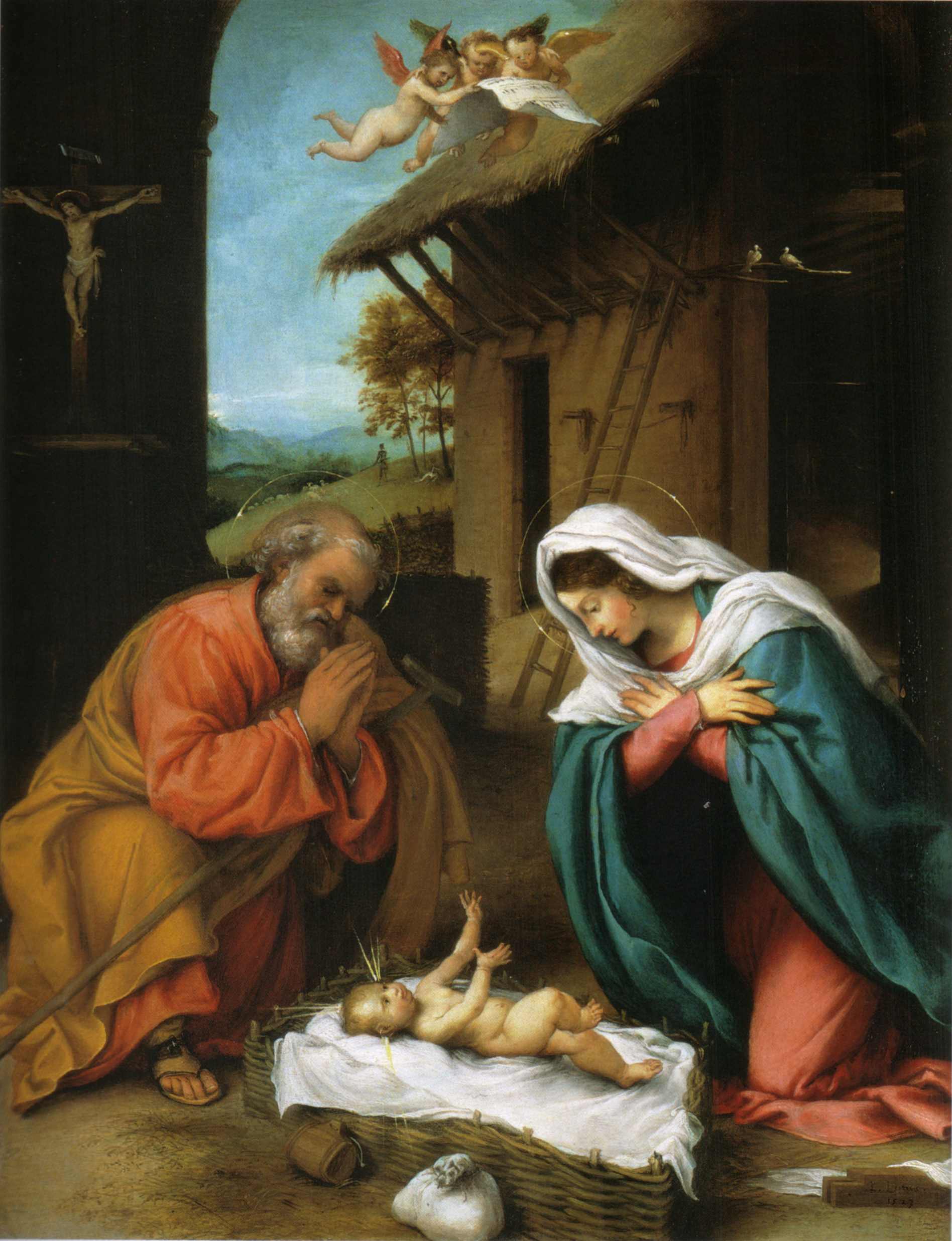
羅倫佐·洛托的《耶穌誕生（英语：Adoration of the Christ Child (Lotto, Washington)）》，46 × 34.9cm，約作於1523年，來自山繆·亨利·卡瑞斯的收藏。
貝爾納爾迪諾·路易尼（英语：Bernardino Luini）的《抹大拉的瑪利亞》（The Magdalen），58.8 × 47.8cm，約作於1525年，來自山繆·亨利·卡瑞斯的收藏。[29]
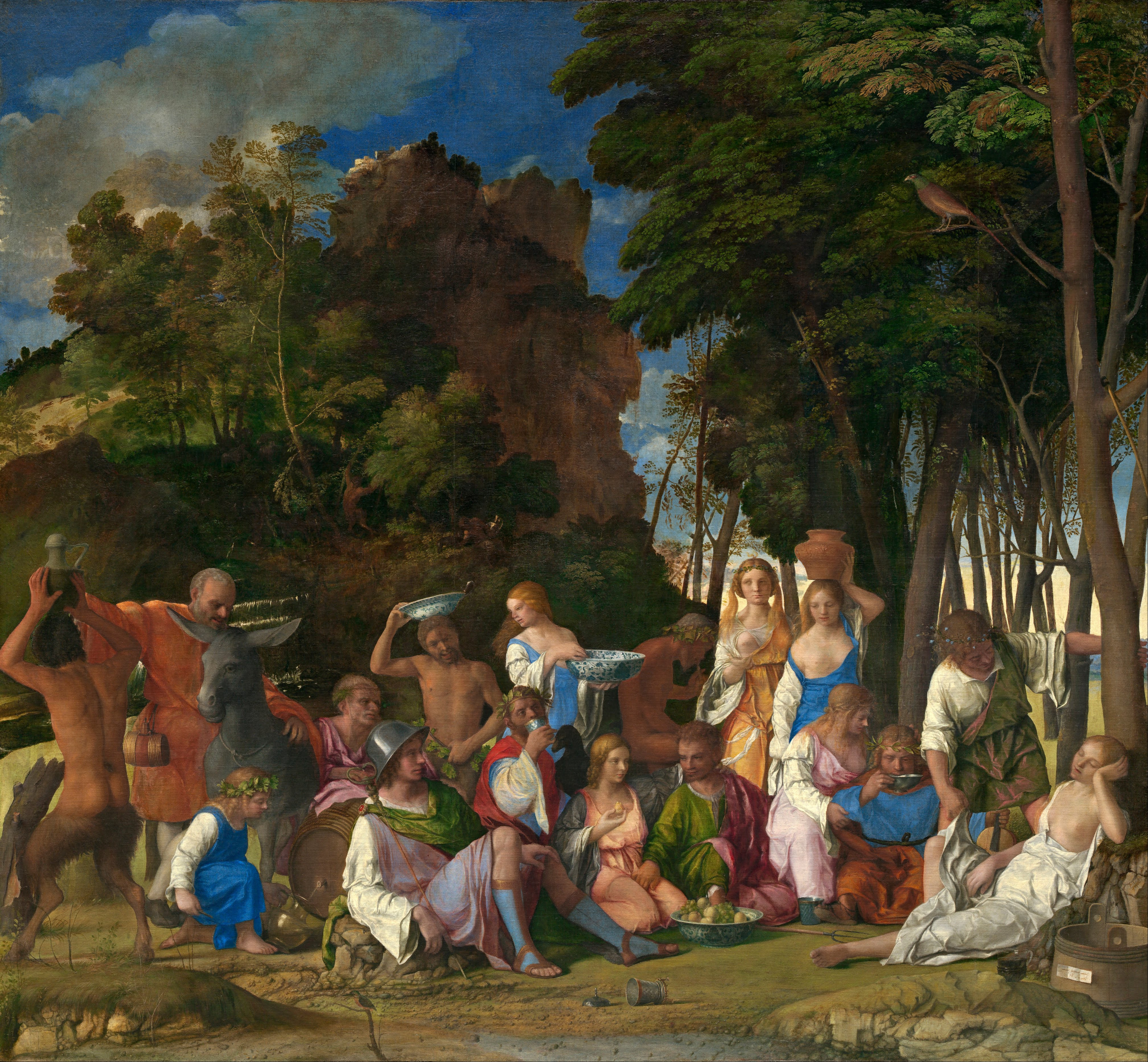
喬瓦尼·貝利尼與提香的《眾神的宴會》，170.2 × 188cm，約作於1514－1529年，來自喬瑟夫·爾利·韋德納的收藏。
小漢斯·霍爾拜因的《孩童時期的愛德華六世》（Edward VI as a Child），56.8 × 44cm，約作於1538年，山繆·亨利·卡瑞斯購自漢諾威王朝的收藏。[31]
提香的《照鏡子的維納斯（英语：Venus with a Mirror）》，124.5 × 105.5cm，約作於1555年，原為沙皇尼古拉二世的收藏，後藏於艾米塔吉博物館，於1930年代展轉由安德魯·威廉·梅隆購得。[32]
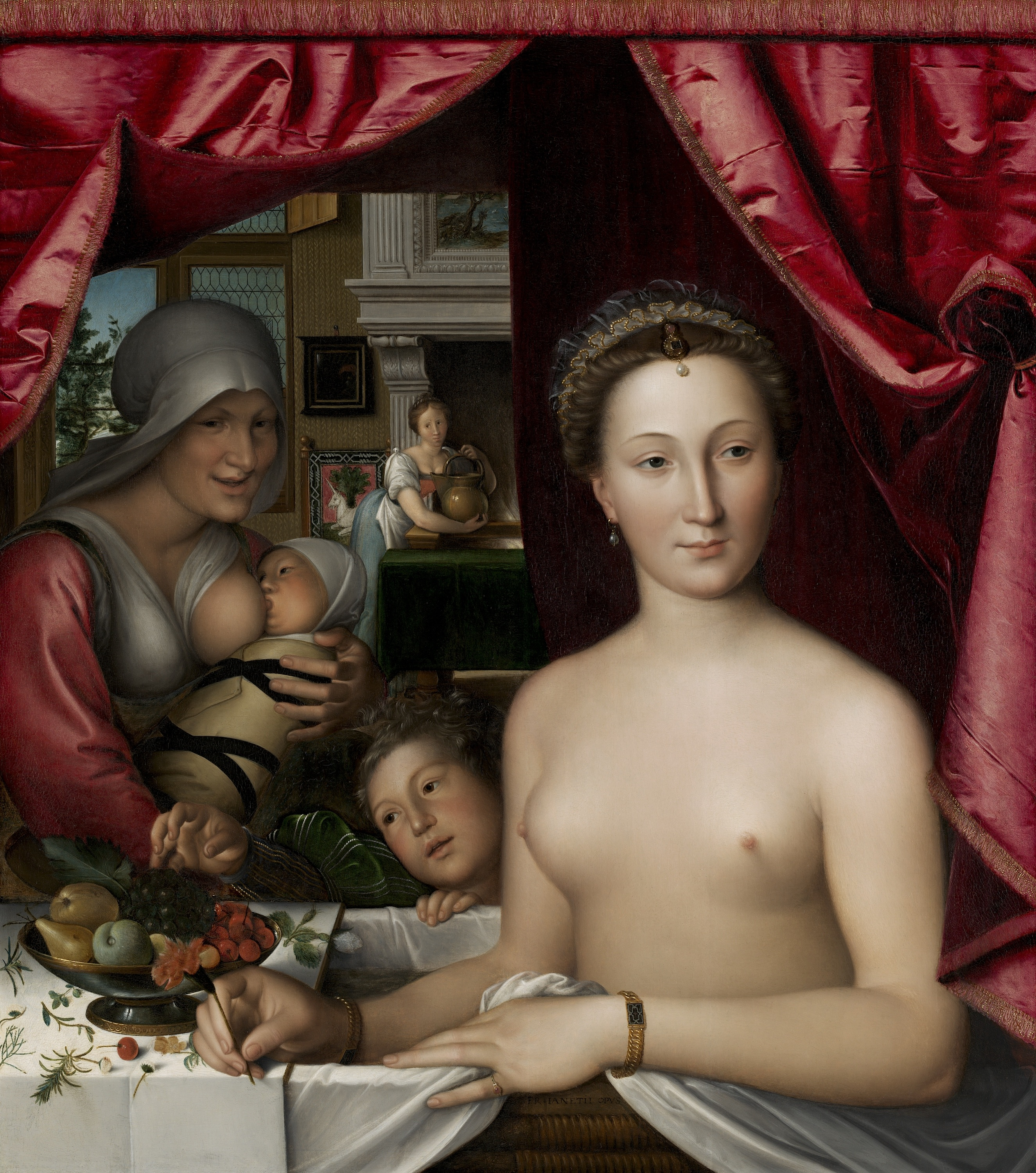
弗朗索瓦·克盧埃的《沐浴中的婦人（英语：A Lady in Her Bath）》，92.1 × 81.3cm，約作於1571年，來自山繆·亨利·卡瑞斯的收藏。
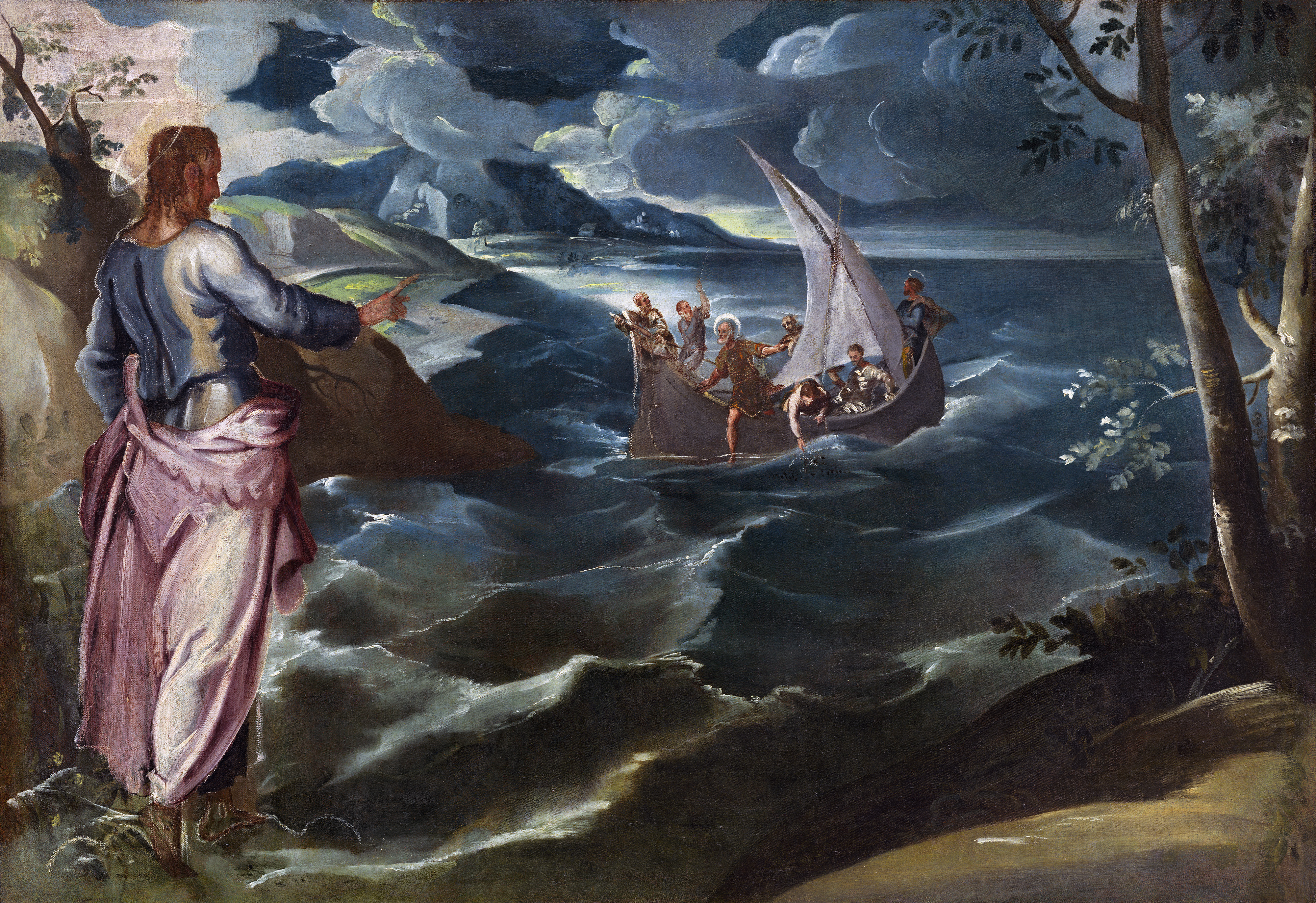
丁托列托的《基督平静加利利海》，117.1 × 169.2cm，約作於1575-1580年，來自山繆·亨利·卡瑞斯的收藏。
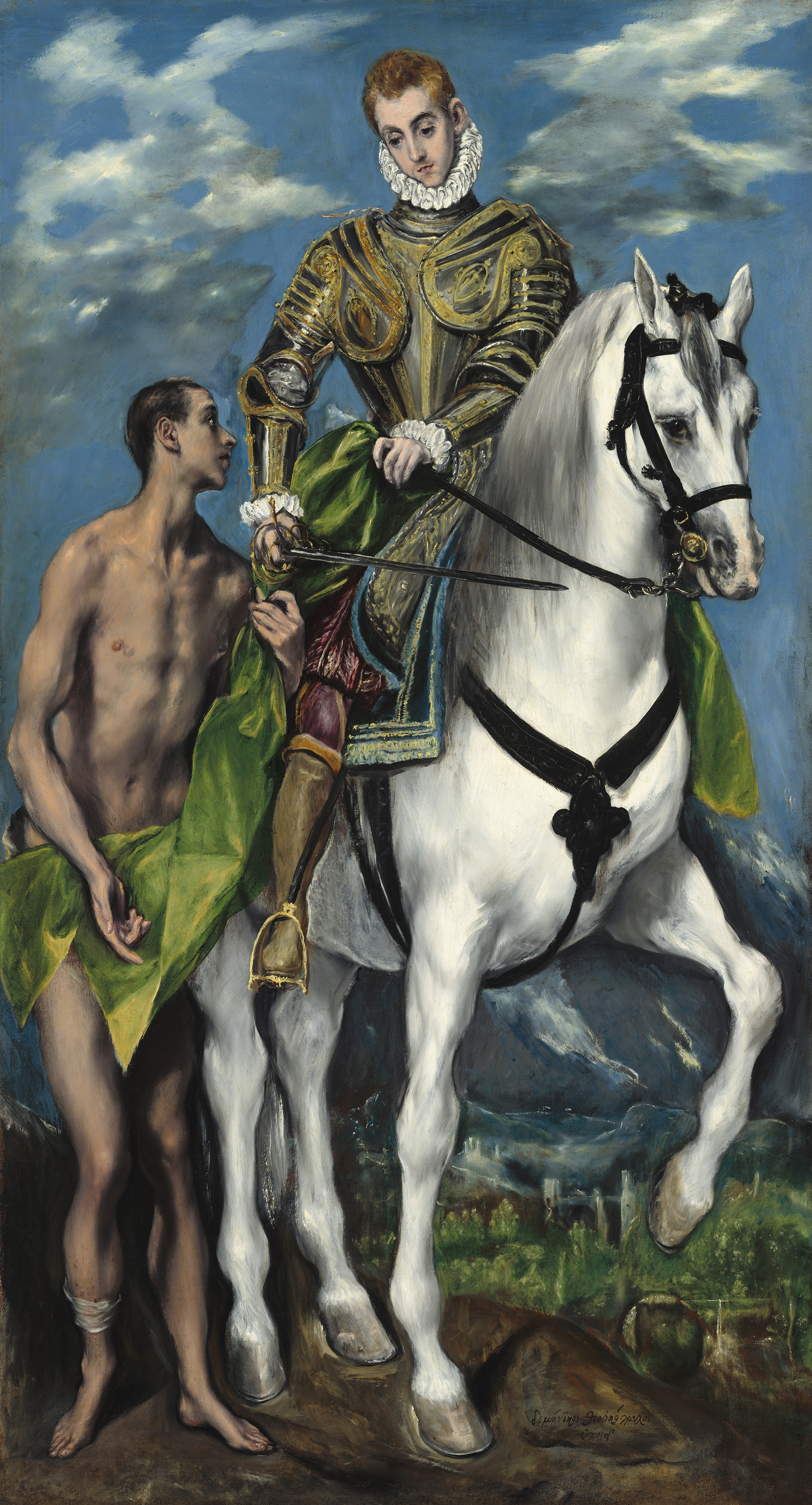
艾爾·葛雷柯的《聖馬丁與乞丐》，193.5 × 103cm，約作於1597－1599年，來自山繆·亨利·卡瑞斯的收藏。
艾爾·葛雷柯的《拉奧孔（英语：Laocoön (El Greco)）》，137.5 × 172.5cm，約作於1610－1614年，來自山繆·亨利·卡瑞斯的收藏。[36]
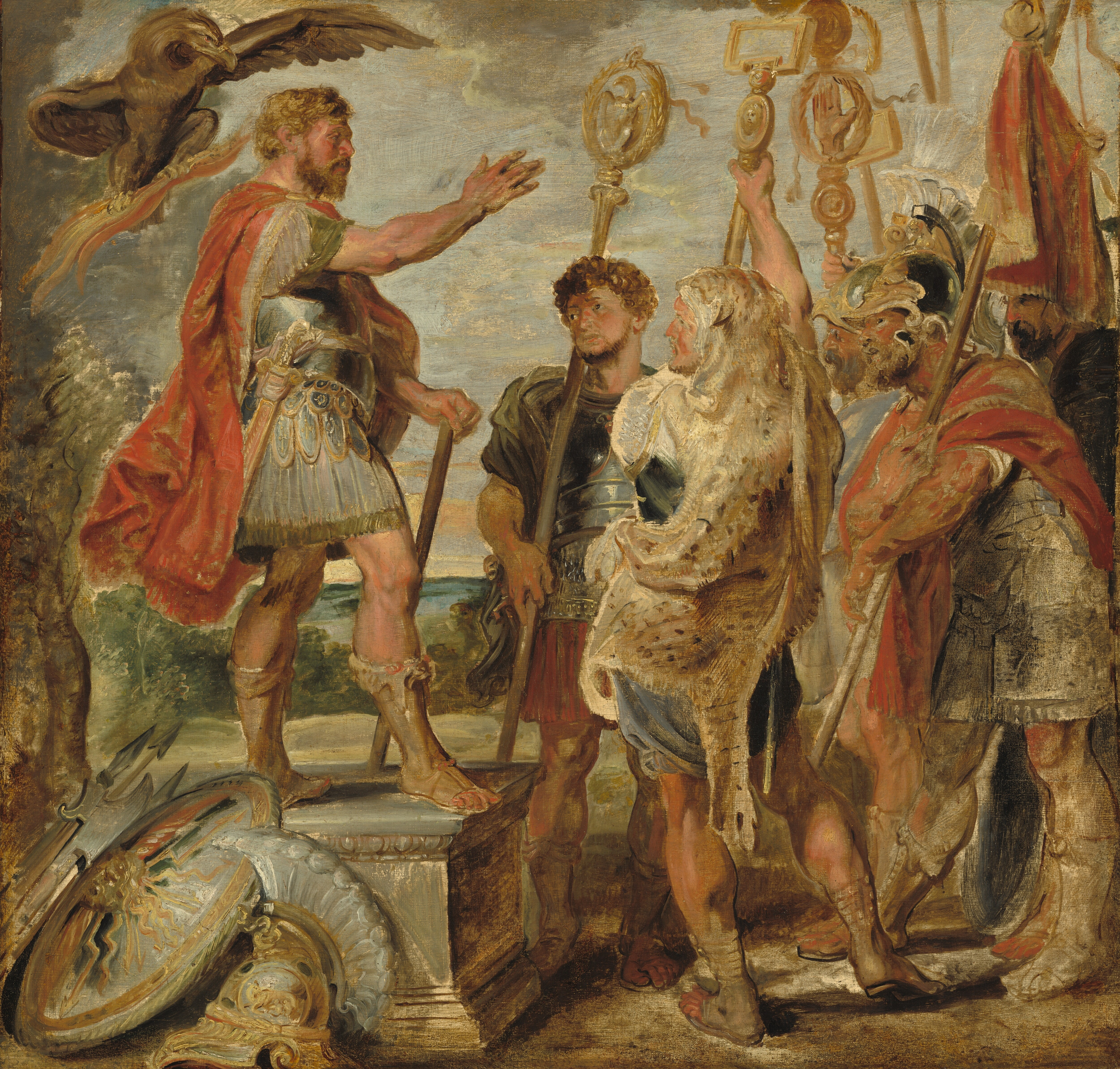
彼得·保羅·魯本斯的《德西烏斯·穆斯向軍團演說》（Decius Mus Addressing the Legions），84.7 × 84.7cm，約作於1617年，來自山繆·亨利·卡瑞斯的收藏。
安東尼·范戴克的《伊莎貝拉·布朗特肖像畫（意大利语：Ritratto di Isabella Brant）》，153 × 120cm，約作於1621年，來自安德魯·威廉·梅隆的收藏，原為艾米塔吉博物館的藏品。[38]
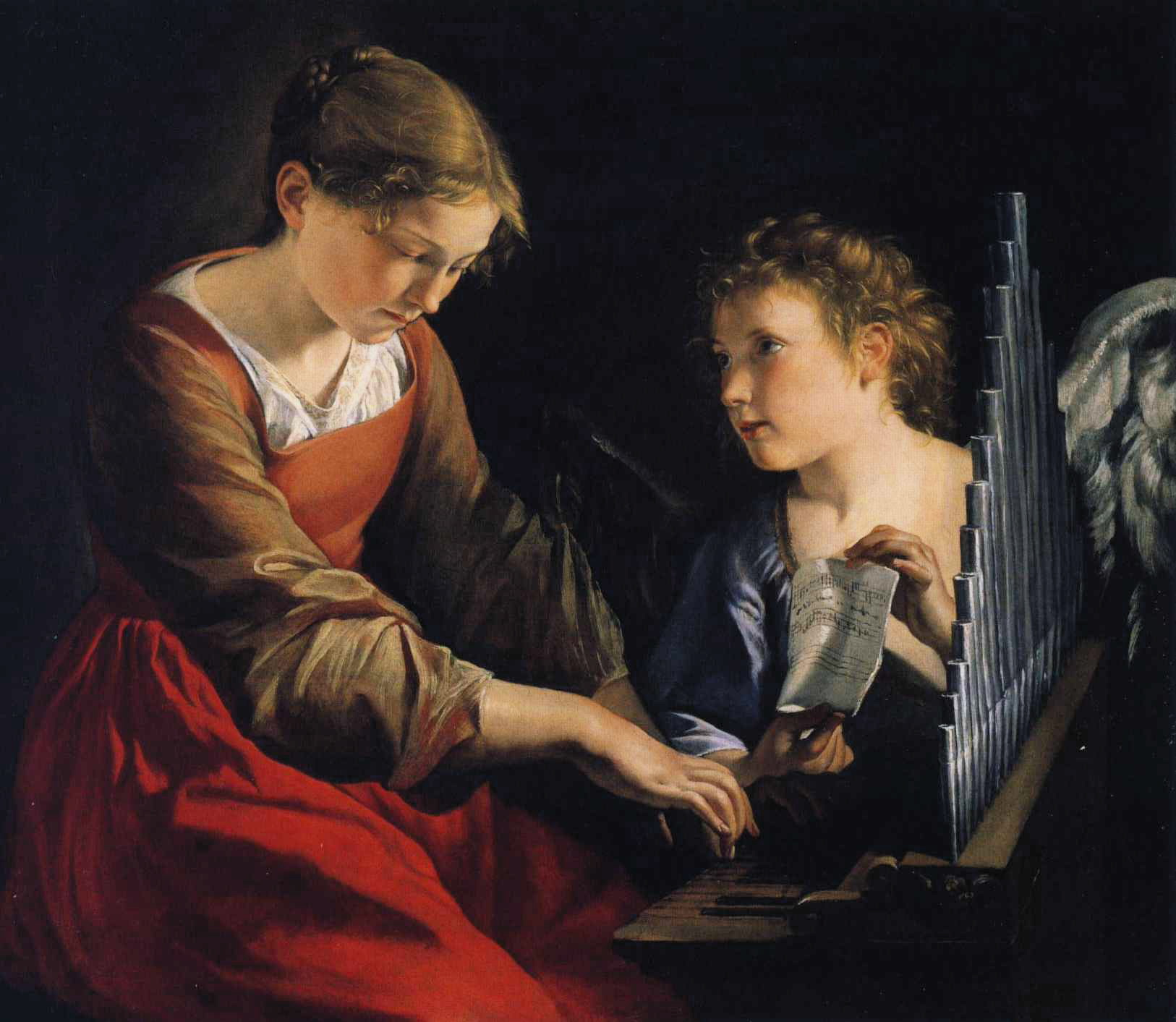
奧拉齊奧·真蒂萊斯基與乔瓦尼·兰弗兰科的《聖則濟利亞與一位天使》（Santa Cecilia con un angelo），87.5 × 108cm，約作於1617－1618年或1621－1627年，來自山繆·亨利·卡瑞斯的收藏。
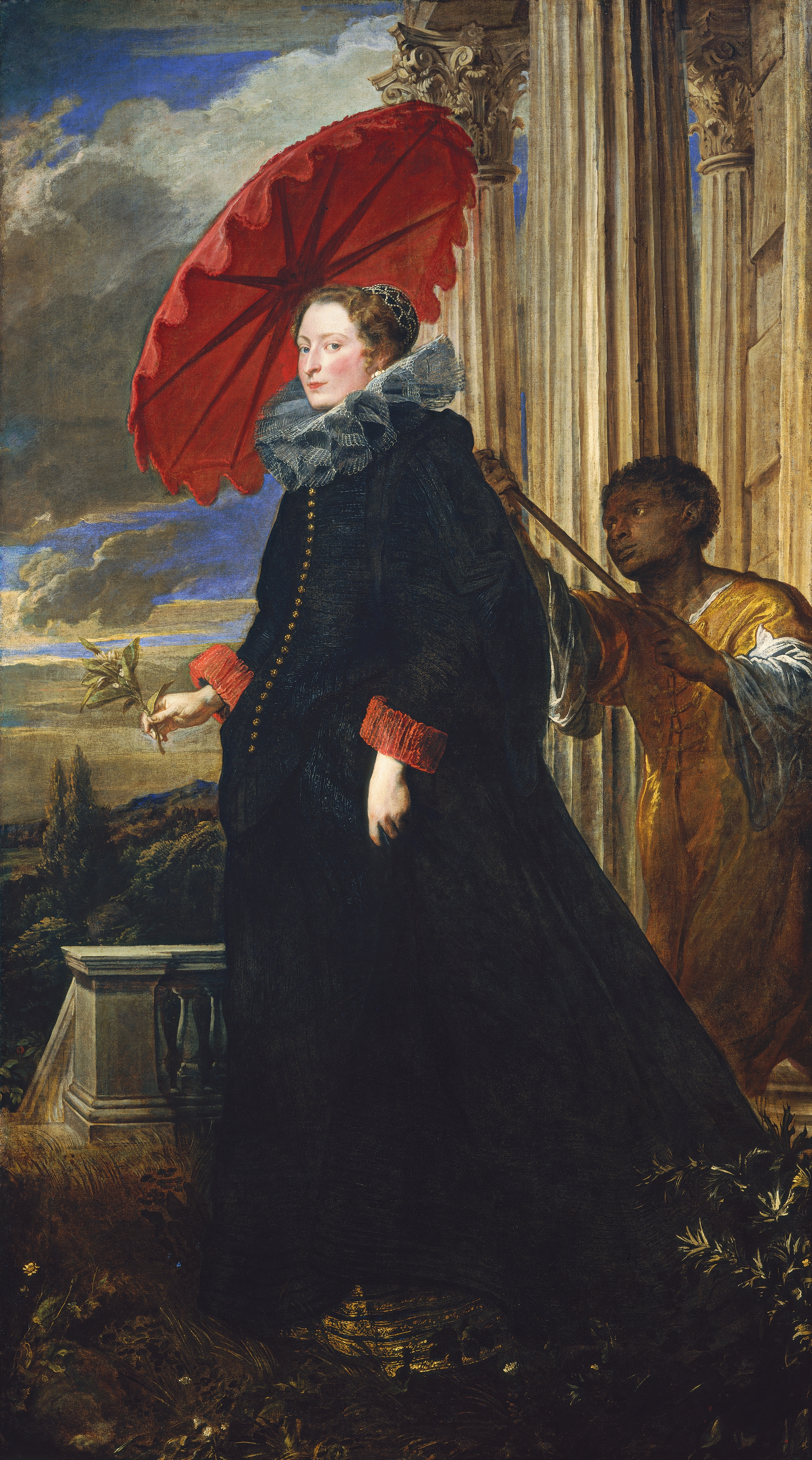
安東尼·范戴克的《埃莱娜·格里马尔迪·卡塔内奥肖像》，242.9 × 138.5cm，約作於1623年，來自喬瑟夫·爾利·韋德納的收藏。
尼古拉·普桑的《聖母升天》（Assunzione di Maria），134.4 × 98.1cm，約作於1626年，透過愛爾莎·梅隆·布魯斯（英语：Ailsa Mellon Bruce）基金於1963年購得。[41]
安東尼·范戴克的《法蘭西的亨利埃塔·瑪麗亞與傑弗里·哈德森爵士肖像畫（意大利语：Ritratto di Enrichetta Maria con il nano Jeffrey Hudson）》，219.1 × 134.8cm，約作於1633年，來自山繆·亨利·卡瑞斯的收藏。[42]
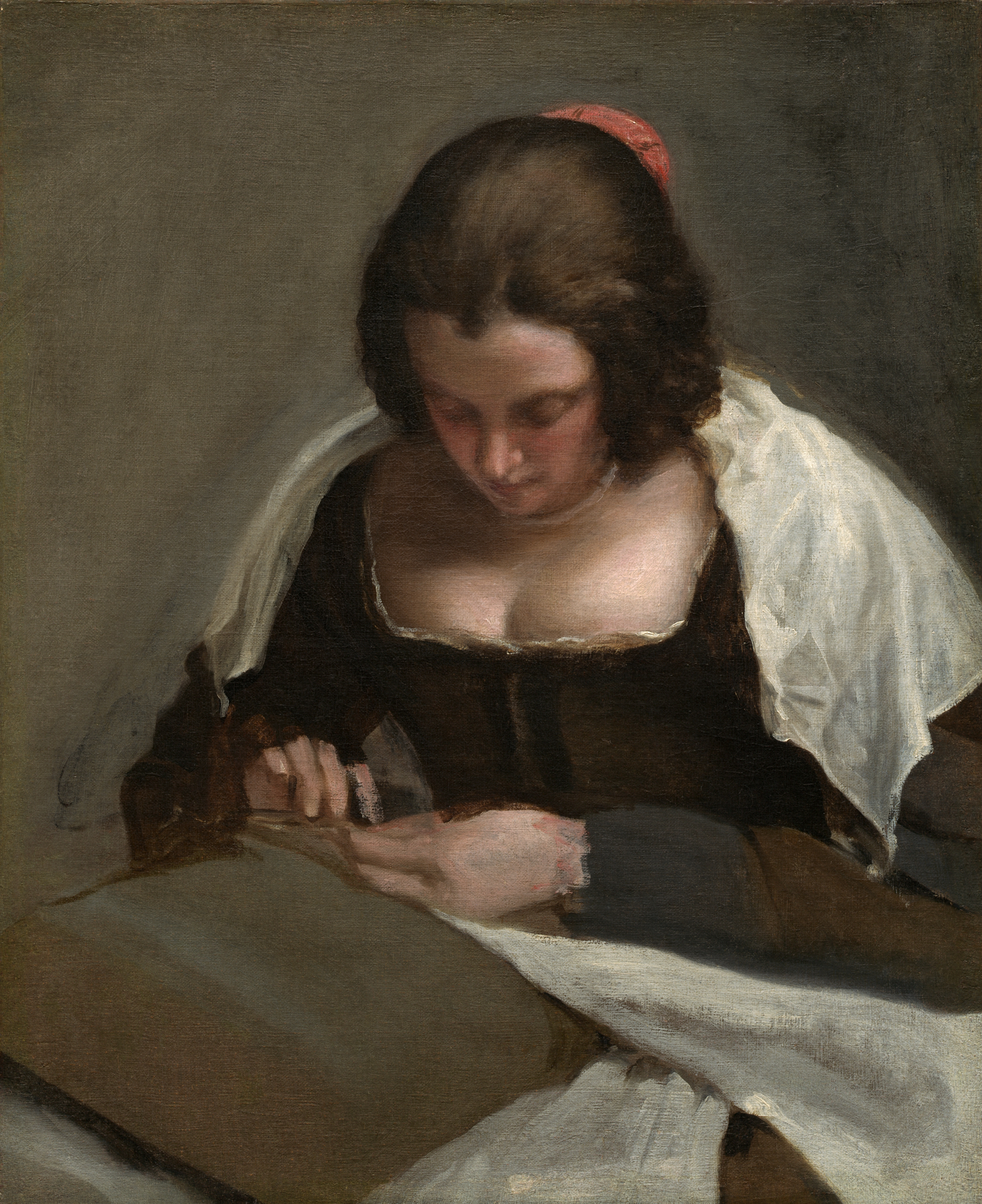
維拉斯奎茲的《縫紉女工（英语：The Needlewoman）》，74 × 60cm，約作於1640－1650年，來自安德魯·威廉·梅隆的收藏。
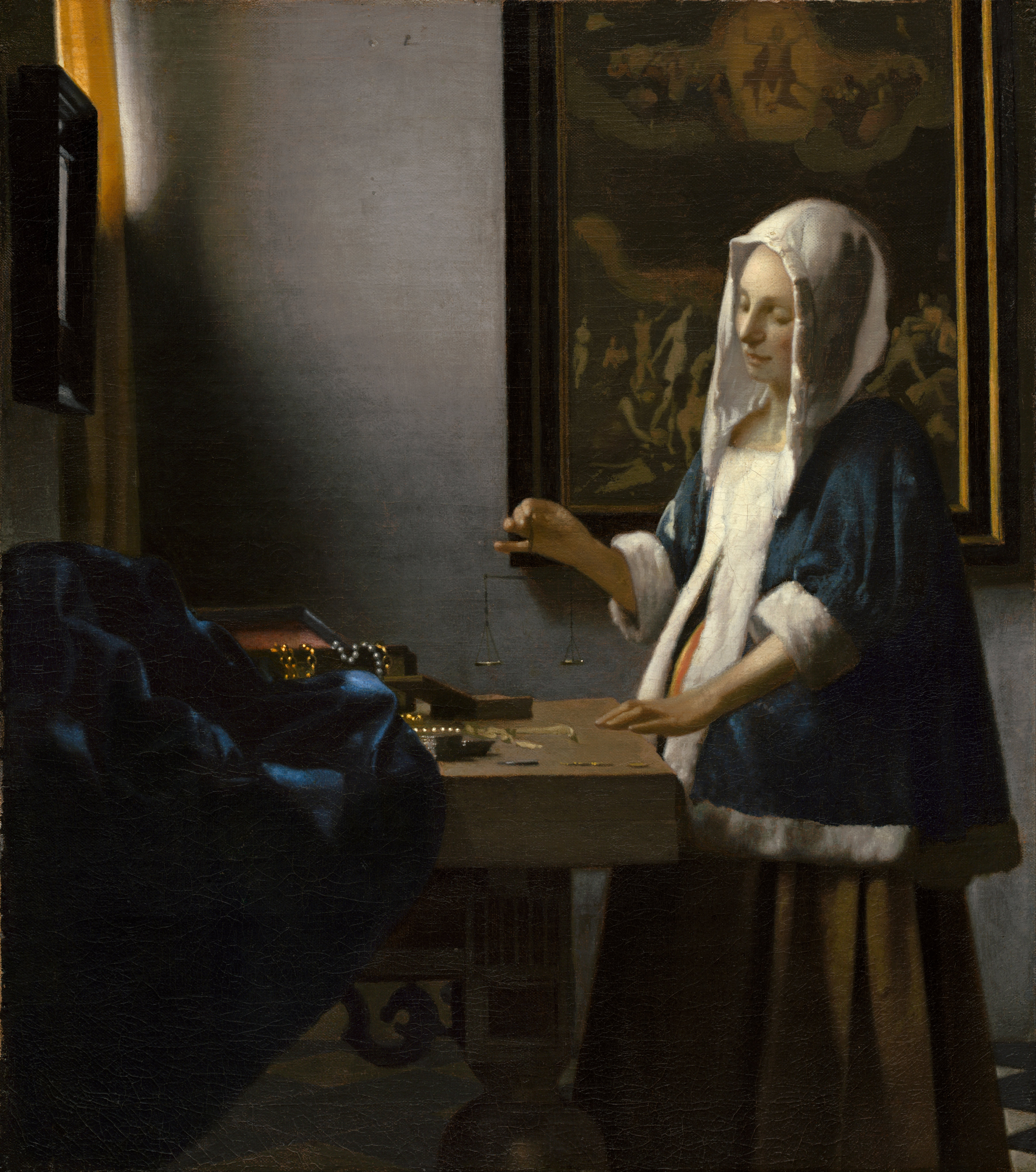
楊·維梅爾的《持天平的女人》，42.5 × 38cm，約作於1662－1663年，來自喬瑟夫·爾利·韋德納的收藏。
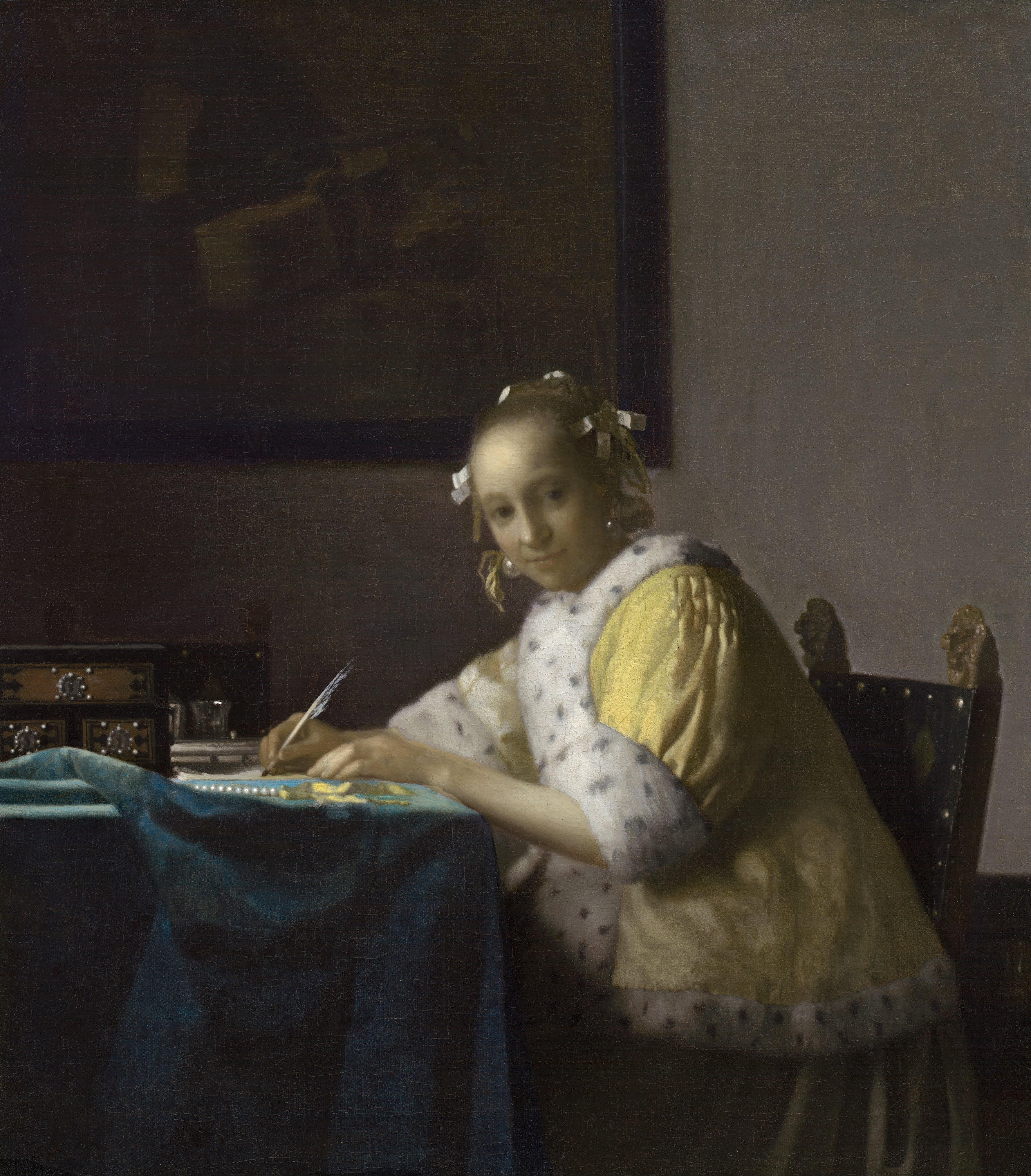
楊·維梅爾的《正在寫信的女人（英语：A Lady Writing a Letter）》，45 × 39.9cm，約作於1665年，由哈利·瓦爾德隆·哈夫邁耶爾（Harry Waldron Havemeyer）及小霍拉斯·哈夫邁耶爾（Horace Havemeyer, Jr.）為紀念其父親霍拉斯·哈夫邁耶爾（Horace Havemeyer）於1962年捐贈。
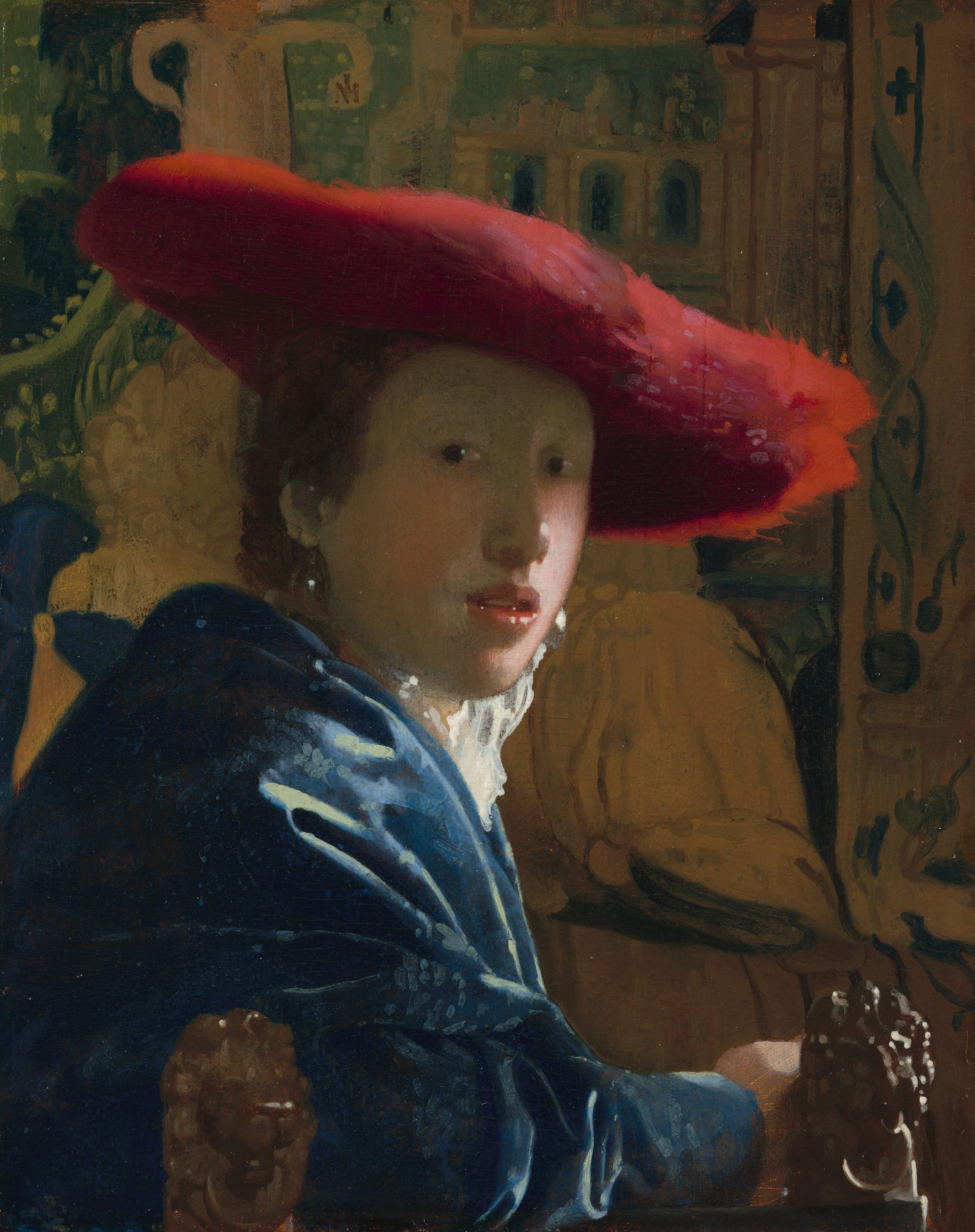
楊·維梅爾的《戴紅帽子的女人（英语：Girl with a Red Hat）》，23.2 × 18.1cm，約作於1665－1666年，來自安德魯·威廉·梅隆的收藏。
巴托洛梅·埃斯特班·穆里羅的《窗口的女人（意大利语：Galiziane alla finestra）》，125.1 × 104.5cm，約作於1655－1660年，來自喬瑟夫·爾利·韋德納的收藏。[47]
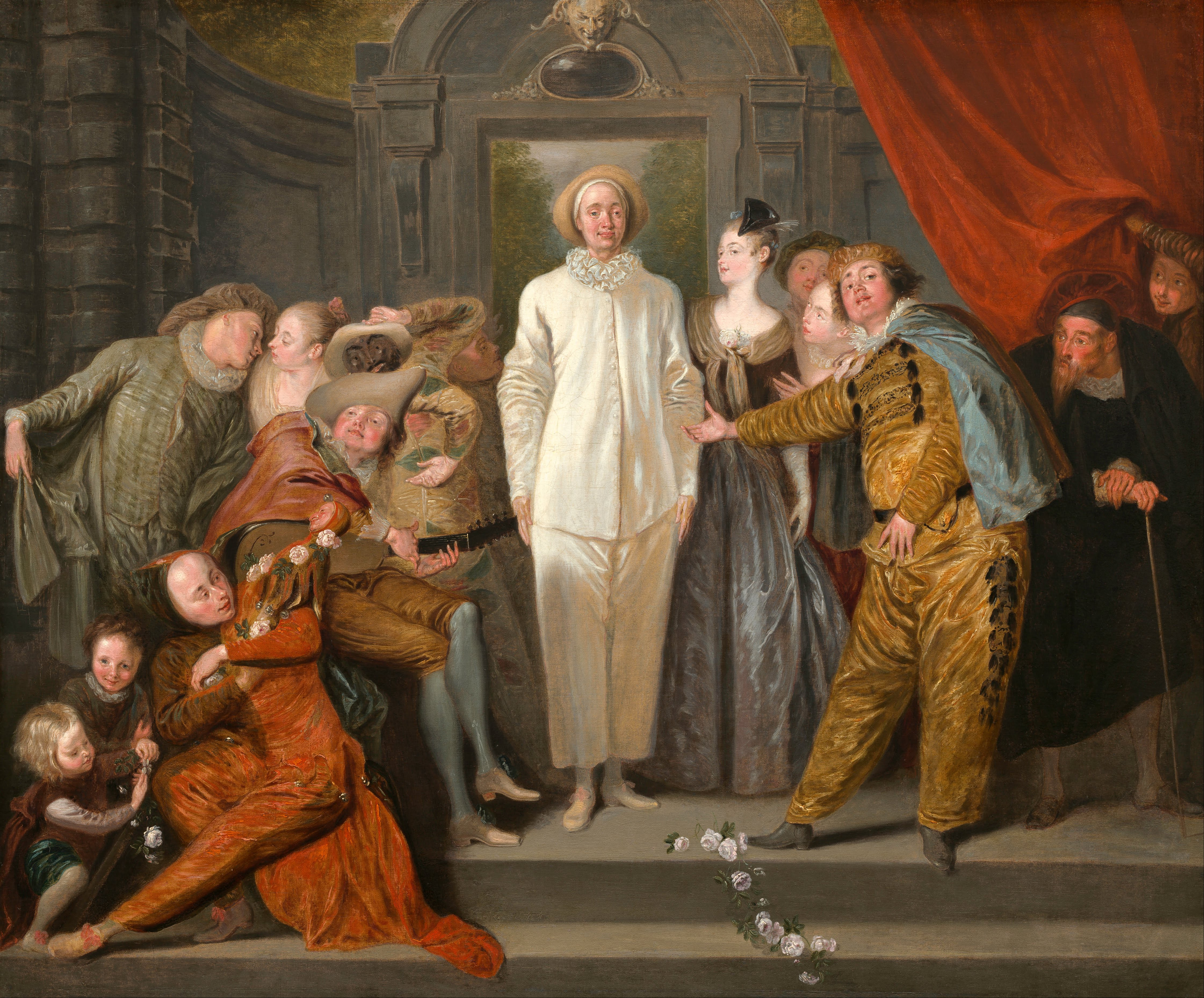
尙-安托萬·華鐸的《義大利喜劇演員們》（The Italian Comedians），63.8 × 76.2cm，約作於1720年，來自山繆·亨利·卡瑞斯的收藏。
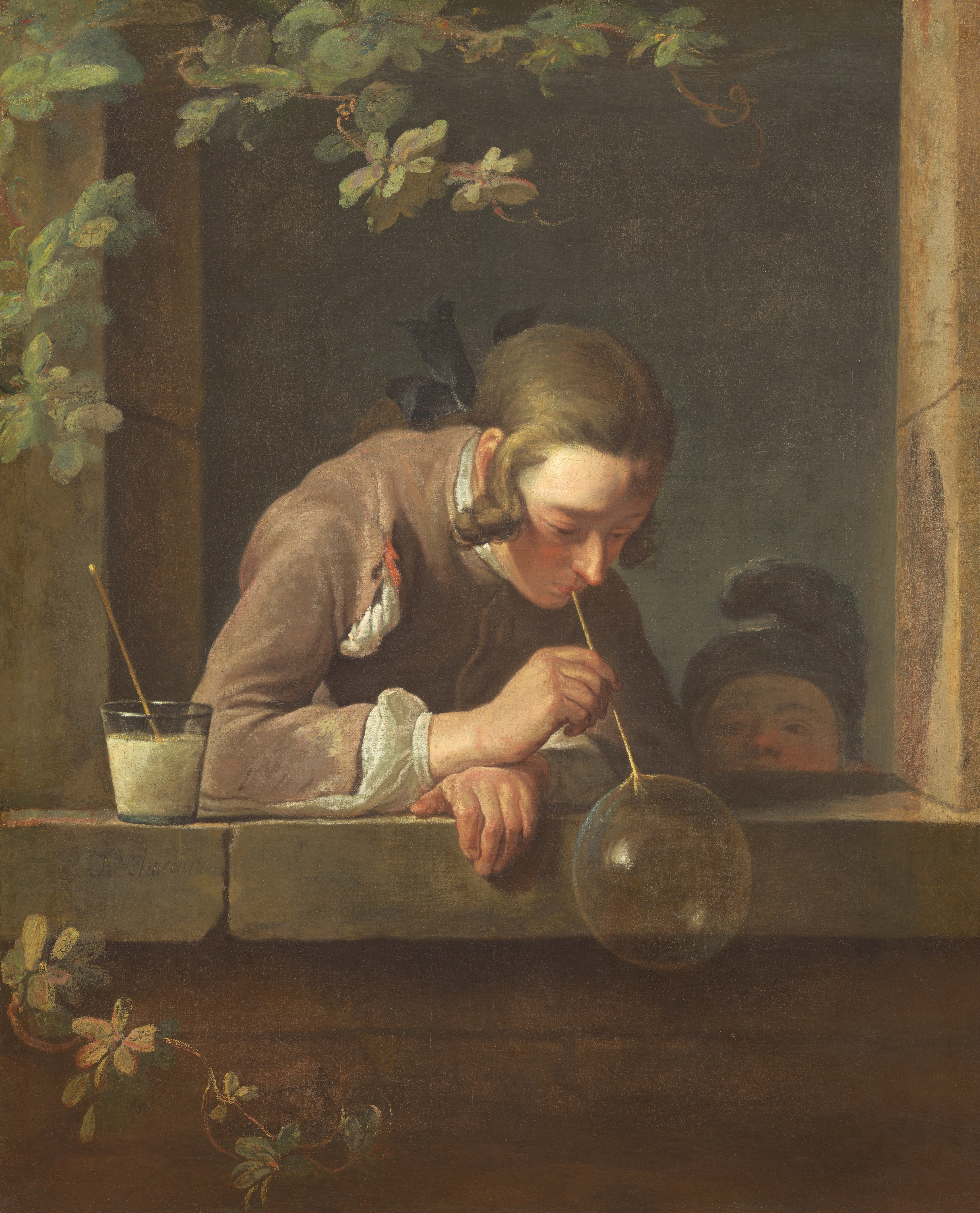
尚·巴蒂斯·西美翁·夏丹的《肥皂泡泡（英语：Soap Bubbles (Chardin)）》，93 × 74.6cm，約作於1733－1734年，來自約翰·伍卓夫·辛普森（英语：John Woodruff Simpson）遺孀凱特·希尼·辛普森（Kate Seney Simpson）於1942年捐贈。
卡納萊托的《帕多瓦的小門和布倫塔運河》（The Porta Portello, Padua），62 × 109cm，約作於1741－1742年，來自山繆·亨利·卡瑞斯的收藏。[50]
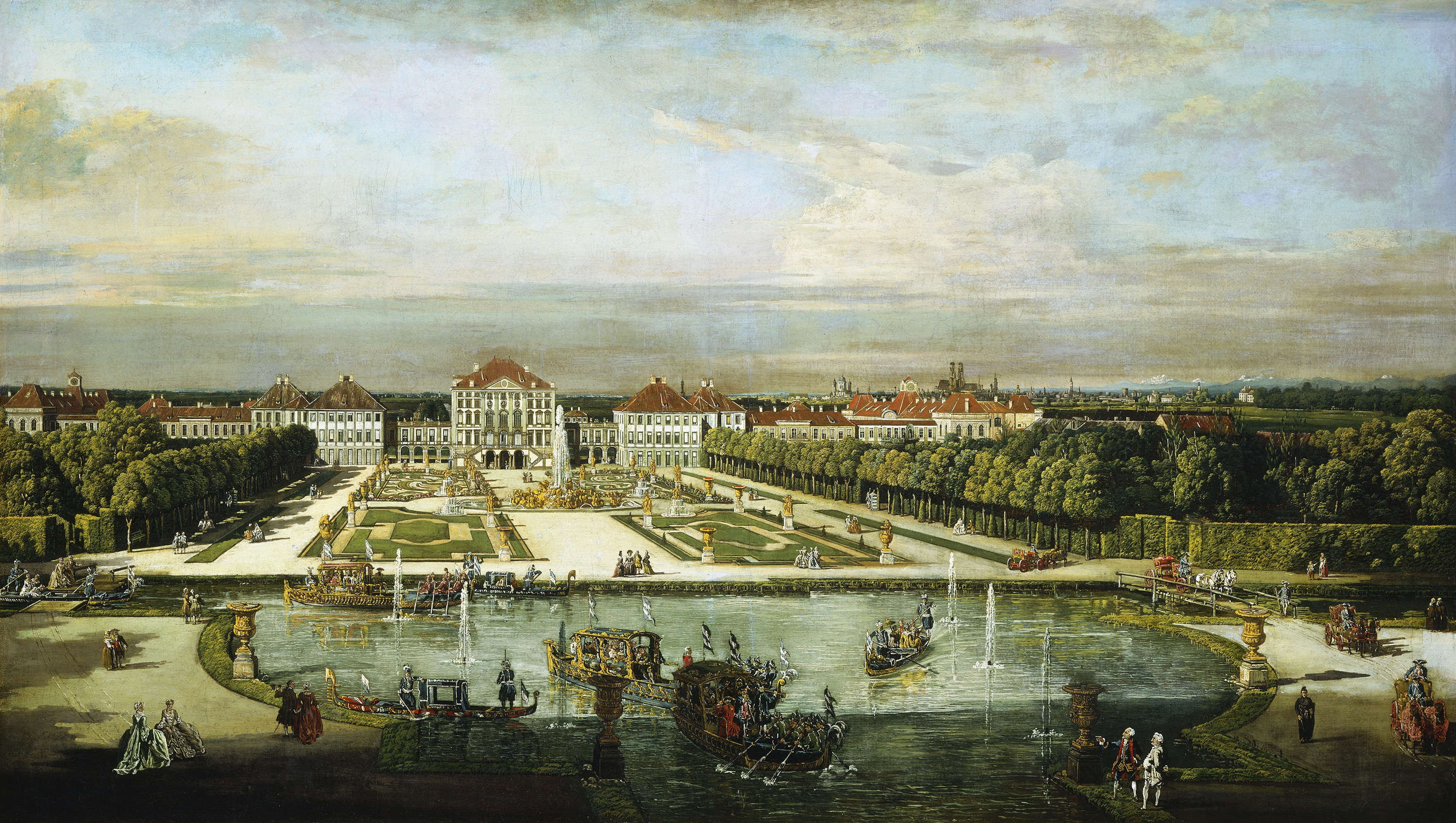
貝納多·貝洛托的《慕尼黑的寧芬堡宮》（Nymphenburg Palace, Munich），68.4 × 119.8cm，約作於1761年，來自山繆·亨利·卡瑞斯的收藏。
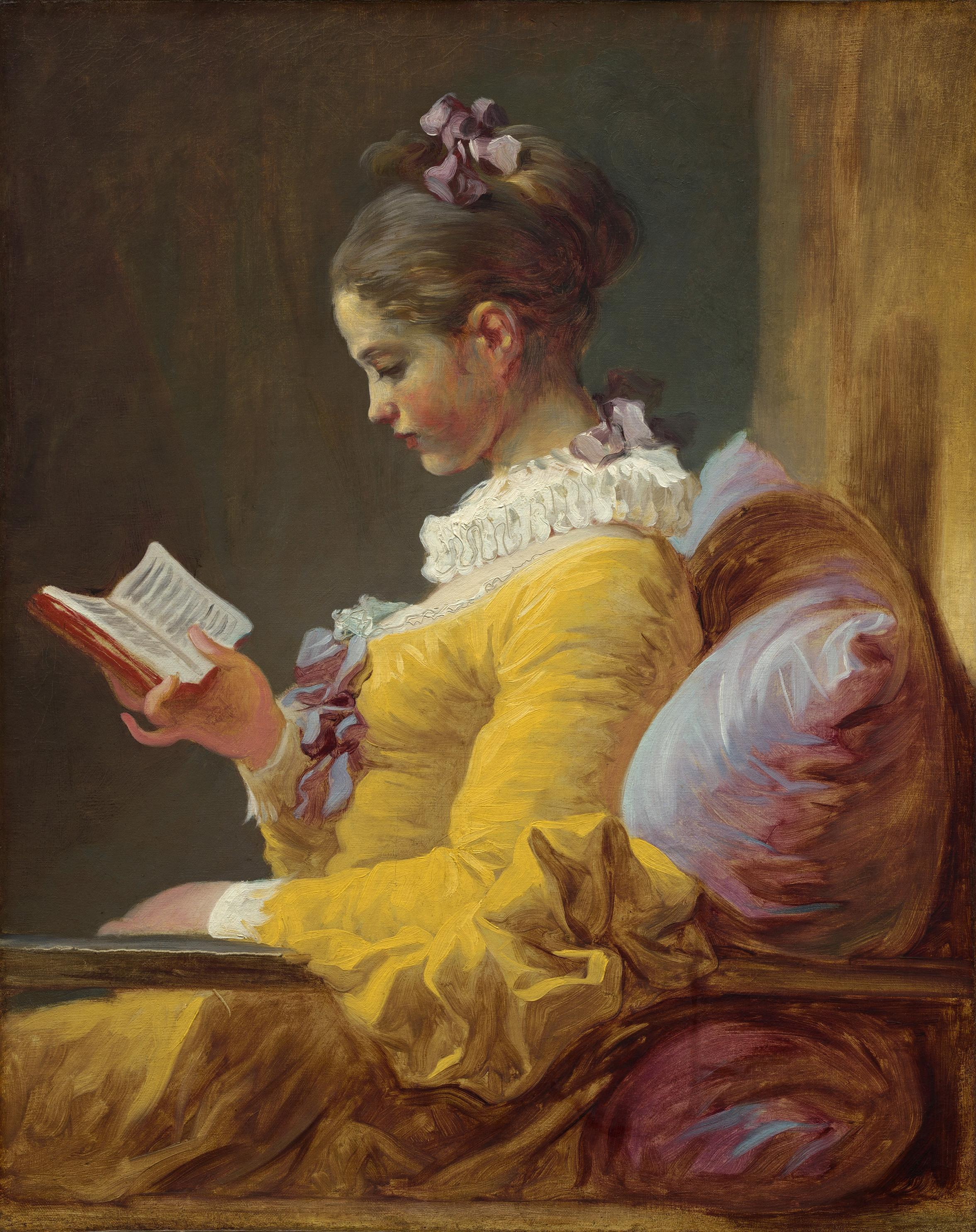
尙-歐諾黑·福拉歌那的《讀書的女孩》（La Liseuse），81.1 × 64.8cm，約作於1776年，愛爾莎·梅隆·布魯斯為紀念其父親安德魯·威廉·梅隆於1961年捐贈。
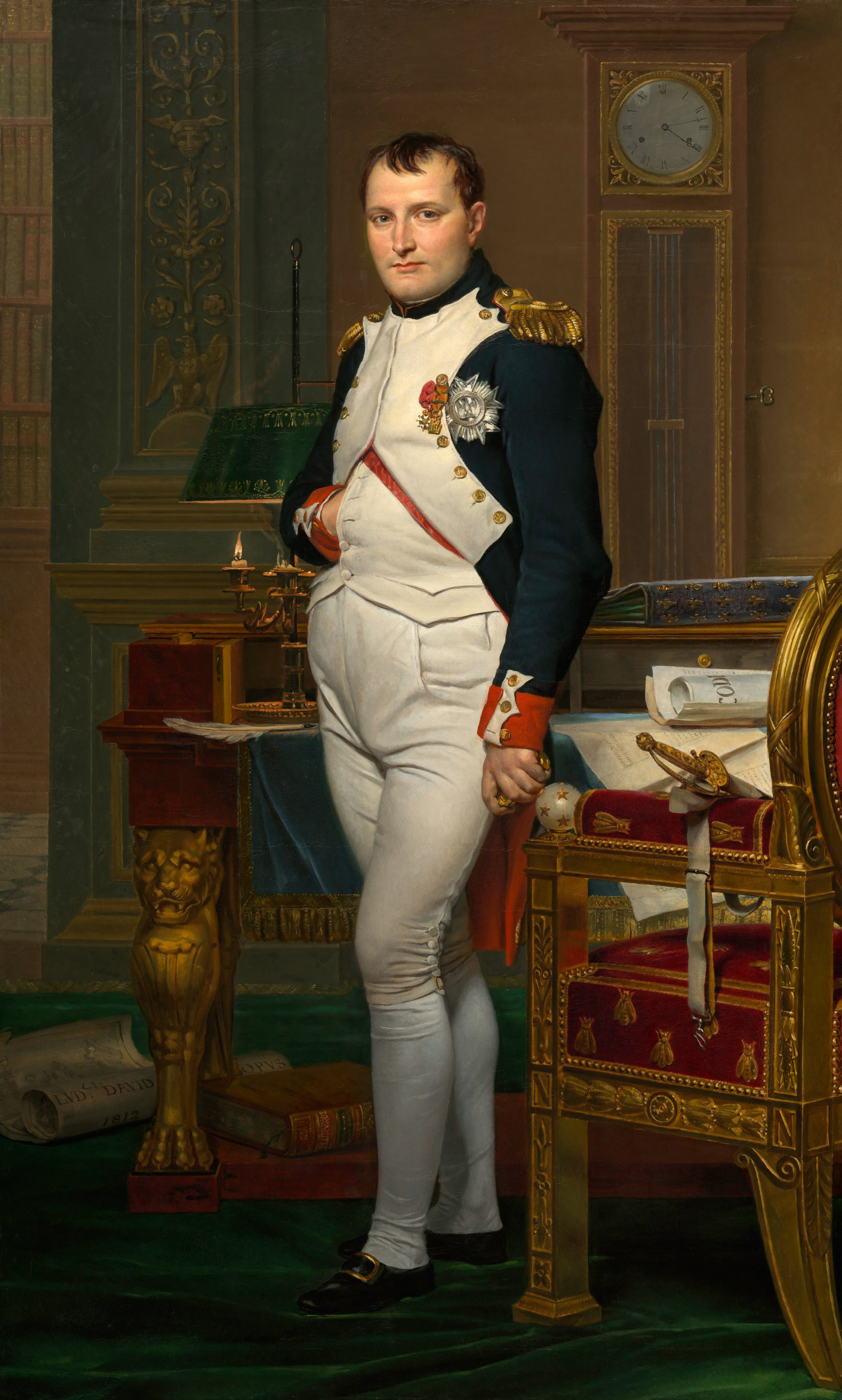
賈克-路易·大衛的《書房中的拿破崙》，203.9 × 125.1cm，約作於1812年，來自山繆·亨利·卡瑞斯的收藏。
尚-巴蒂斯·卡密爾·柯洛的《楓丹白露的森林》（Forest of Fontainebleau），175.6 × 242.6cm，約作於1834年，來自切斯特·戴爾（英语：Chester Dale）的收藏。[54]
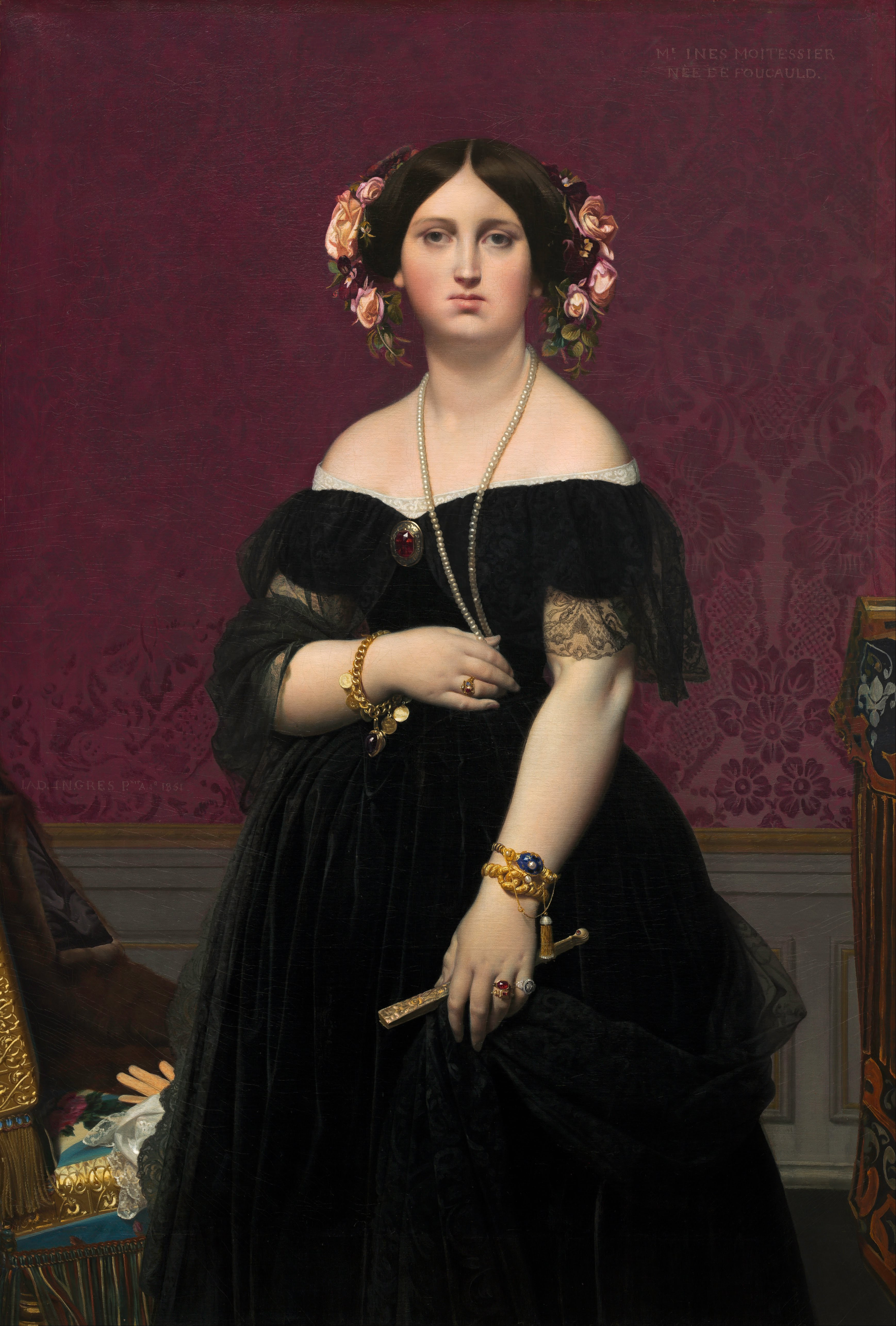
讓·奧古斯特·多米尼克·安格爾的《穆瓦提西埃夫人肖像畫》（Madame Moitessier），147 × 100cm，約作於1851年，來自山繆·亨利·卡瑞斯的收藏。
詹姆斯·惠斯勒的《白色交響曲1號：白色女孩（英语：Symphony in White, No. 1: The White Girl）》，213 × 107.9cm，約作於1862年，來自哈里斯·惠特摩爾（Harris Whittemore）的收藏。[56]
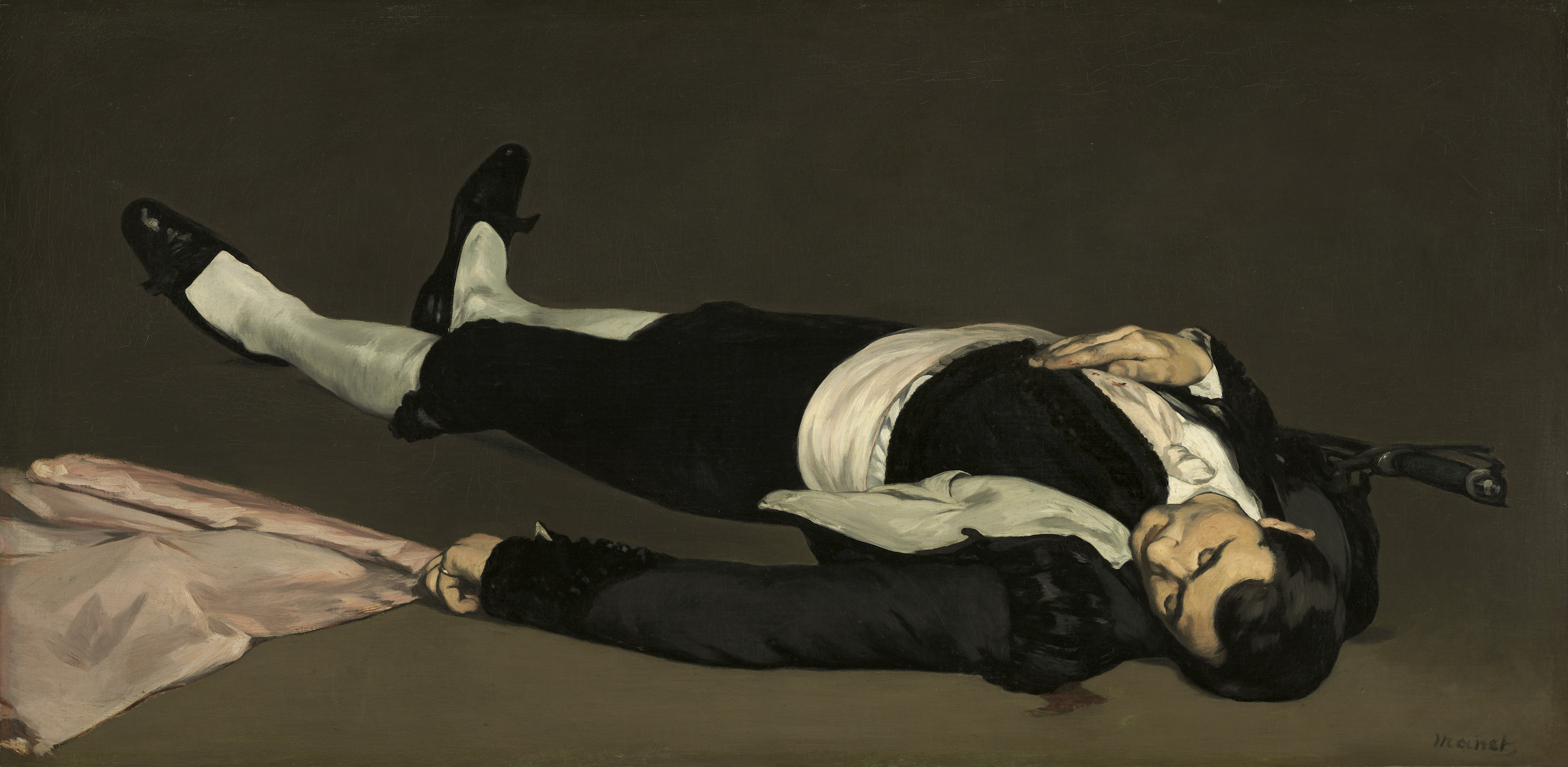
愛德華·馬奈的《死去的鬥牛士（英语：The Dead Man (Manet)）》，75.9 × 153.3cm，約作於1864年，來自喬瑟夫·爾利·韋德納的收藏。
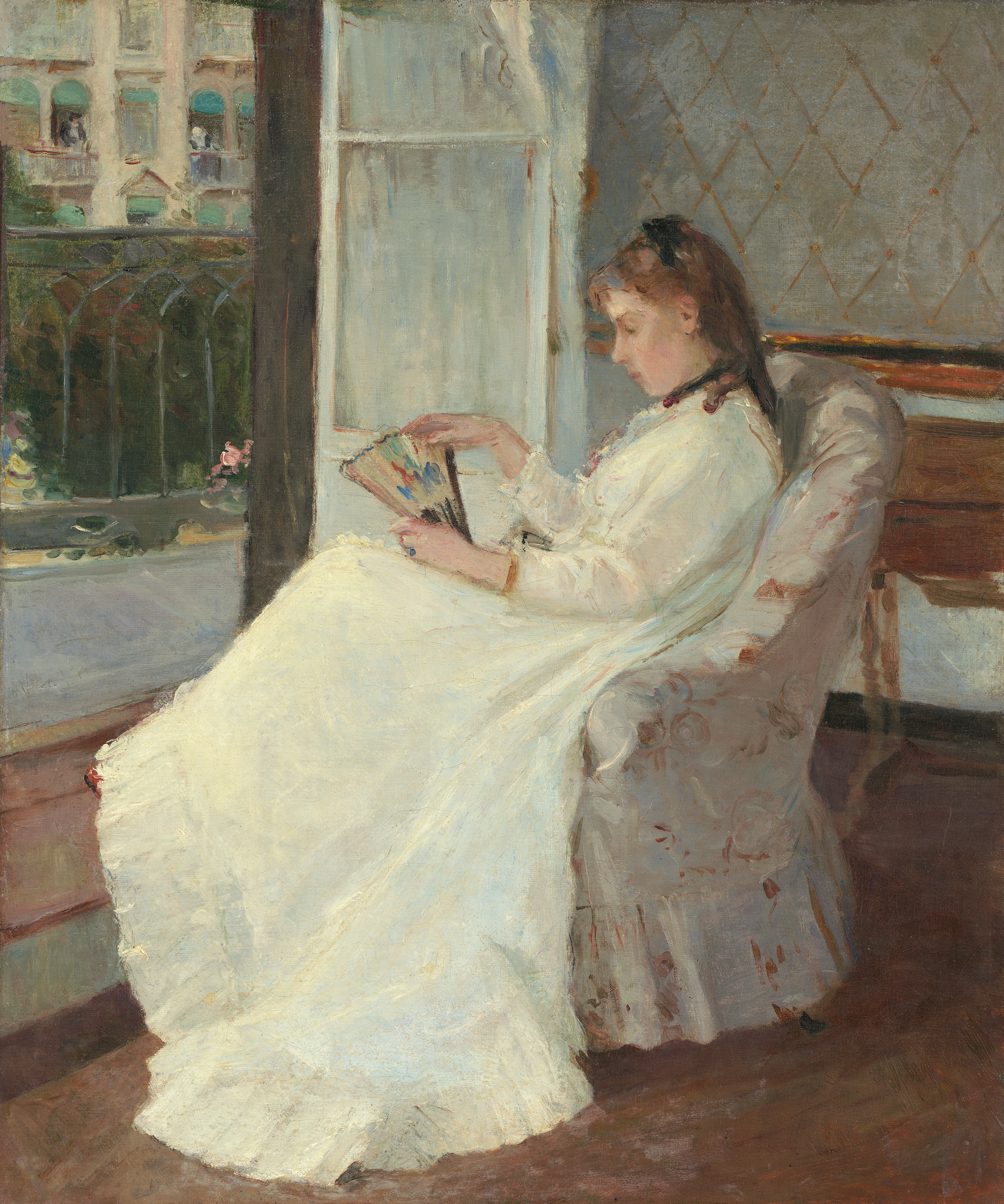
貝絲·莫莉索的《在窗前的藝術家妹妹》（The Artist's Sister at a Window），54.8 × 46.3cm，約作於1869年，來自愛爾莎·梅隆·布魯斯的收藏。
愛德華·馬奈的《聖拉扎爾車站》（The Railway），93.3 × 111.5cm，約作於1873年，霍拉斯·哈夫邁耶爾（Horace Havemeyer）為紀念其母親路易西娜·W·哈夫邁耶爾（Louisine W. Havemeyer）於1956年捐贈。[59]
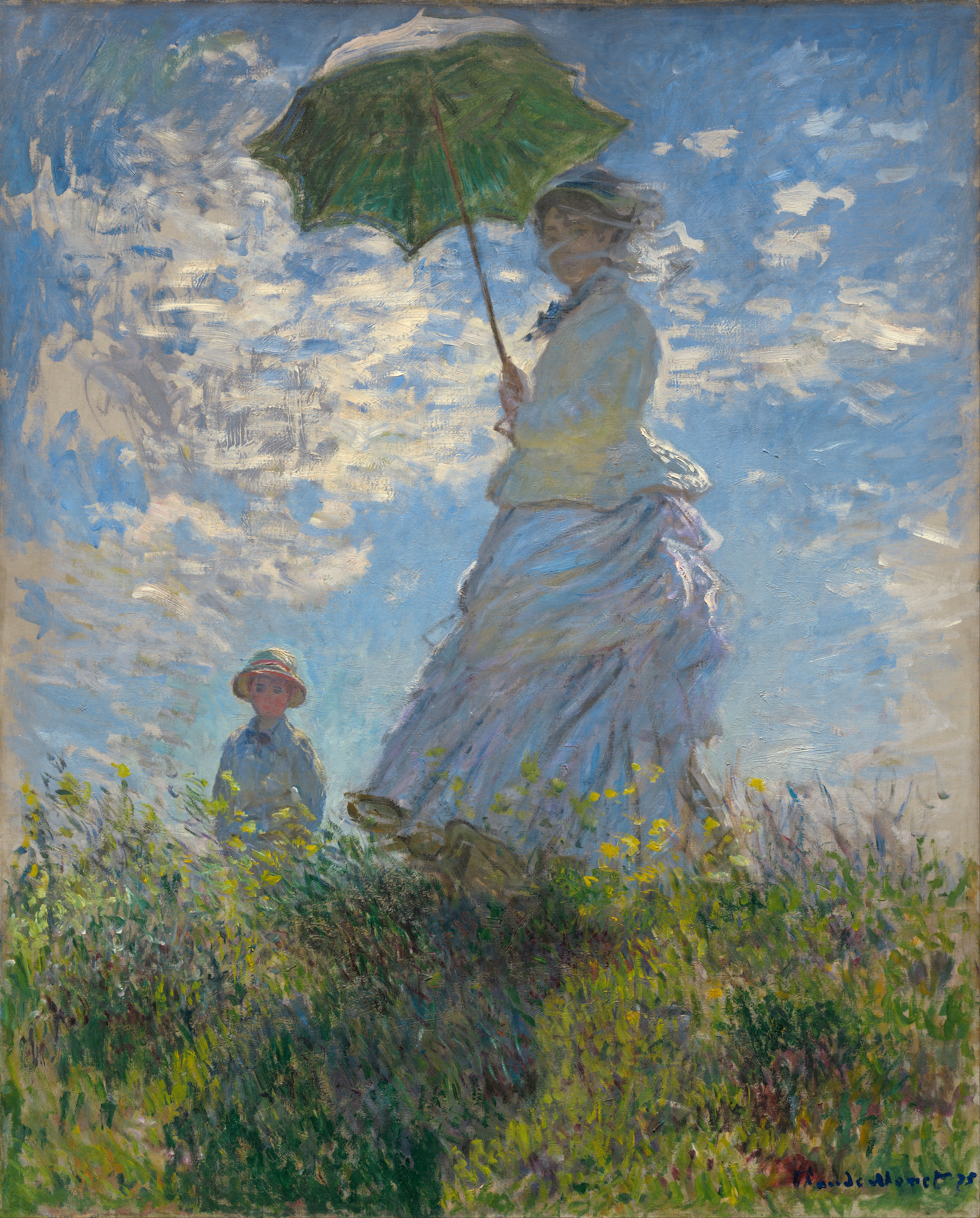
克勞德·莫內的《打阳伞的女人》，100 × 81cm，約作於1875年，來自保罗·梅隆的收藏。
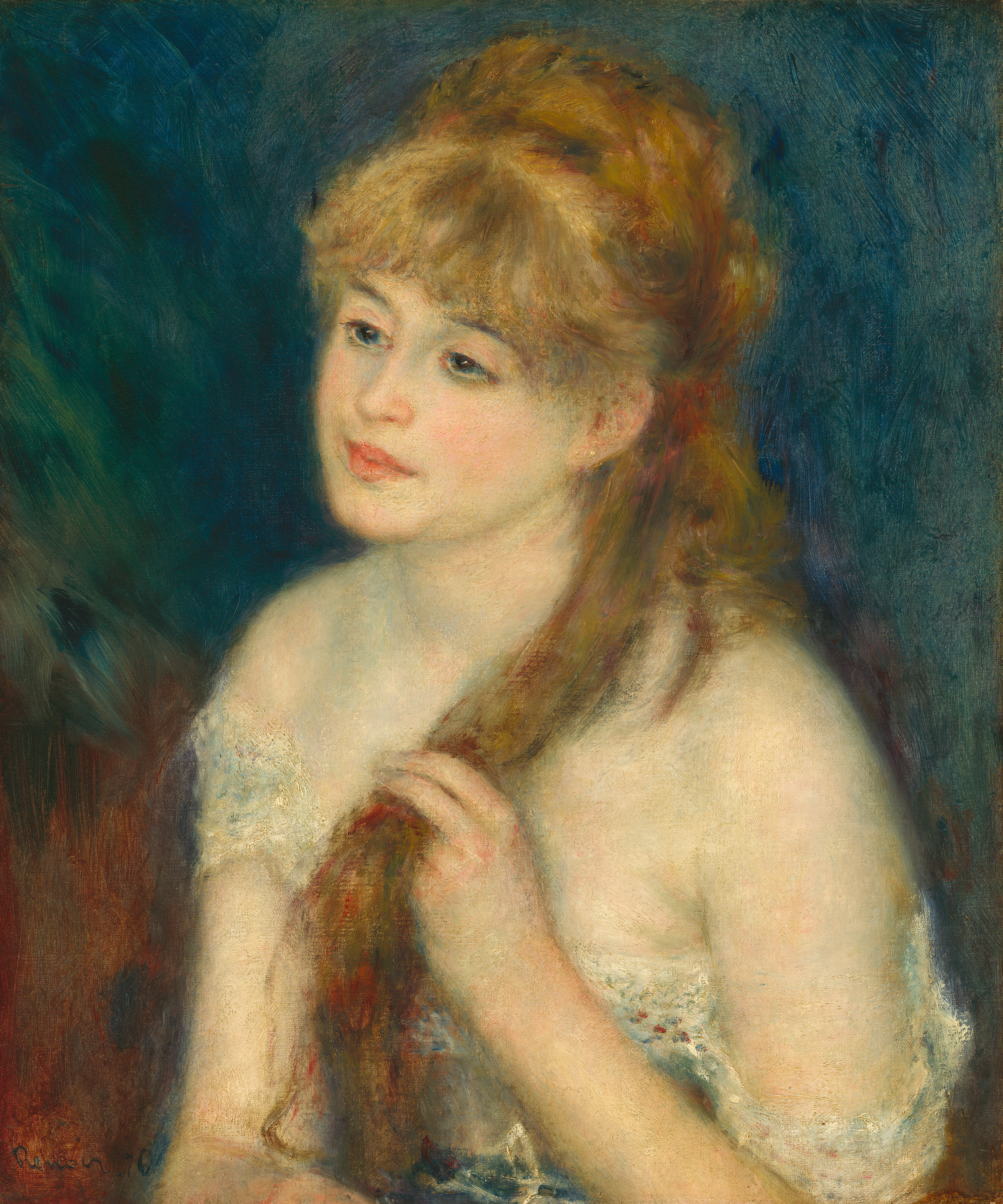
皮耶-奧古斯特·雷諾瓦的《正在編辮子的年輕女子》（Young Woman Braiding Her Hair），55.5 × 46cm，約作於1876年，來自愛爾莎·梅隆·布魯斯的收藏。
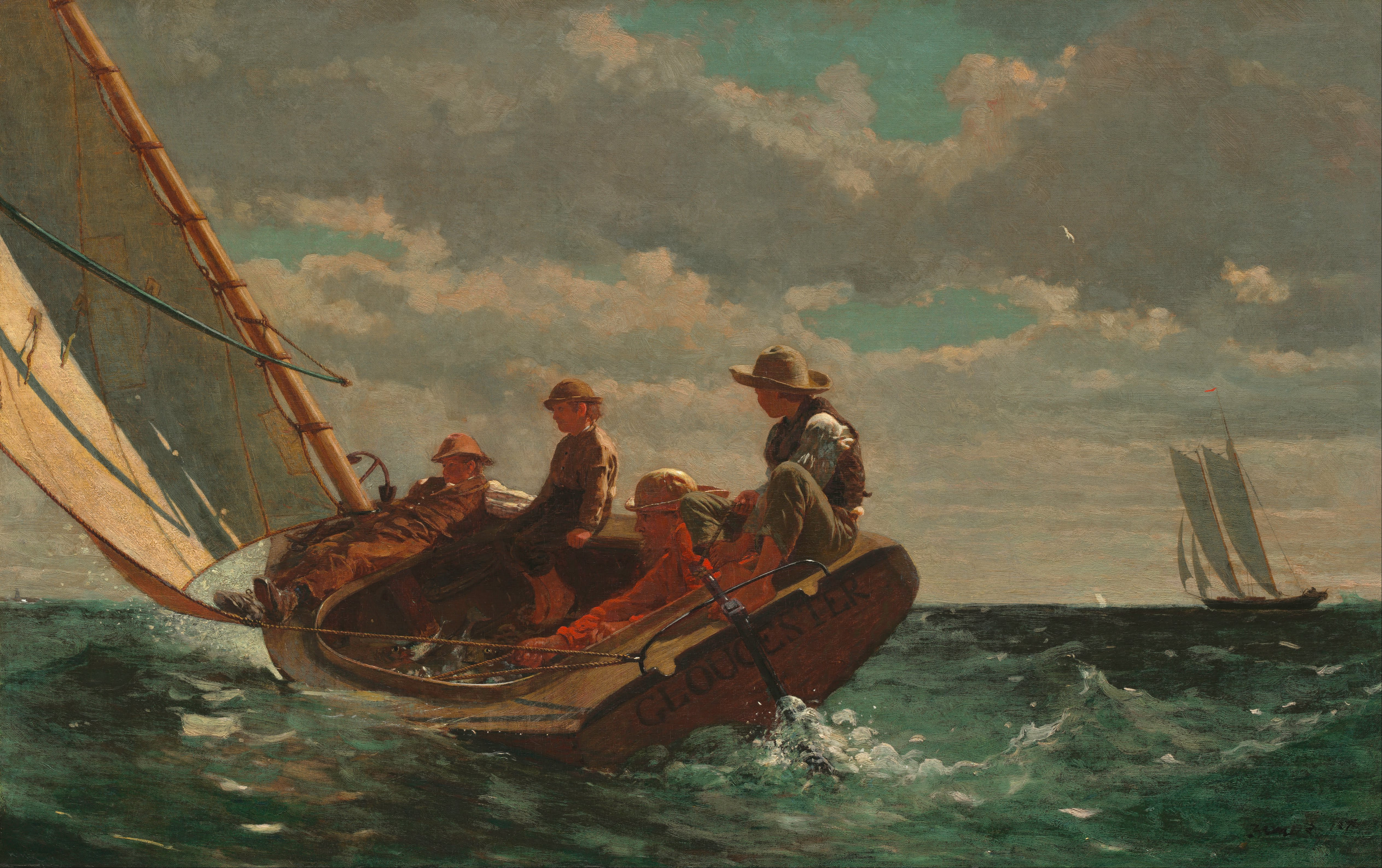
溫斯洛·霍默的《起風了（英语：Breezing Up (A Fair Wind)）》，61.5 × 97cm，約作於1873－1876年，W. L. and May T. Mellon基金會於1943年捐贈。
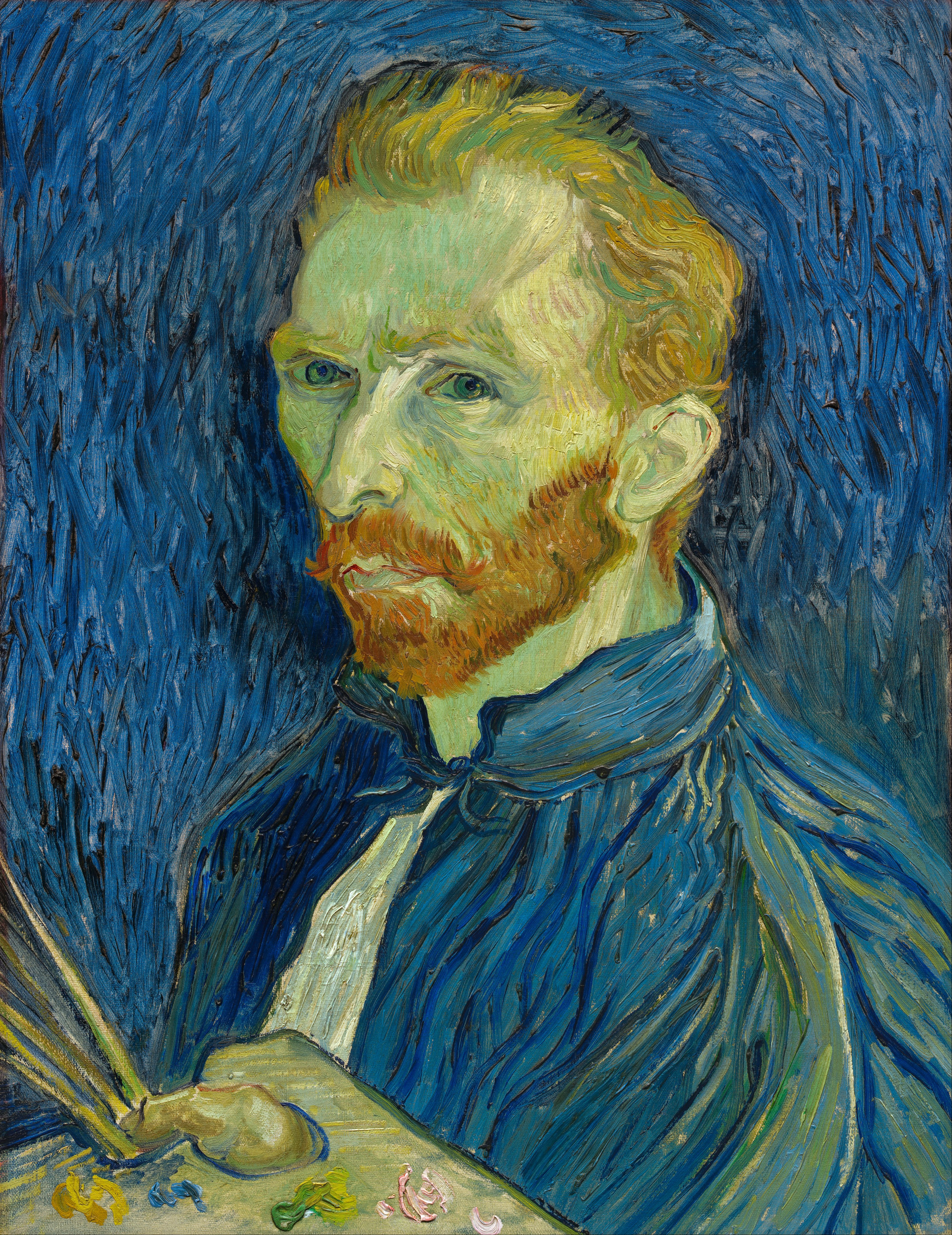
文森特·梵谷的《自畫像》（Self-Portrait），57.15 × 43.82cm，約作於1889年，來自約翰·海伊·惠特尼（英语：John Hay Whitney）的收藏。
文森特·梵谷的《普羅旺斯的農舍（英语：Farmhouse in Provence）》，46.1 × 60.9cm，約作於1889年，來自愛爾莎·梅隆·布魯斯的收藏。[63]
保羅·高更的《自畫像（英语：Self-Portrait with Halo and Snake）》，79.2 × 51.3cm，約作於1889年，來自切斯特·戴爾的收藏。[64]
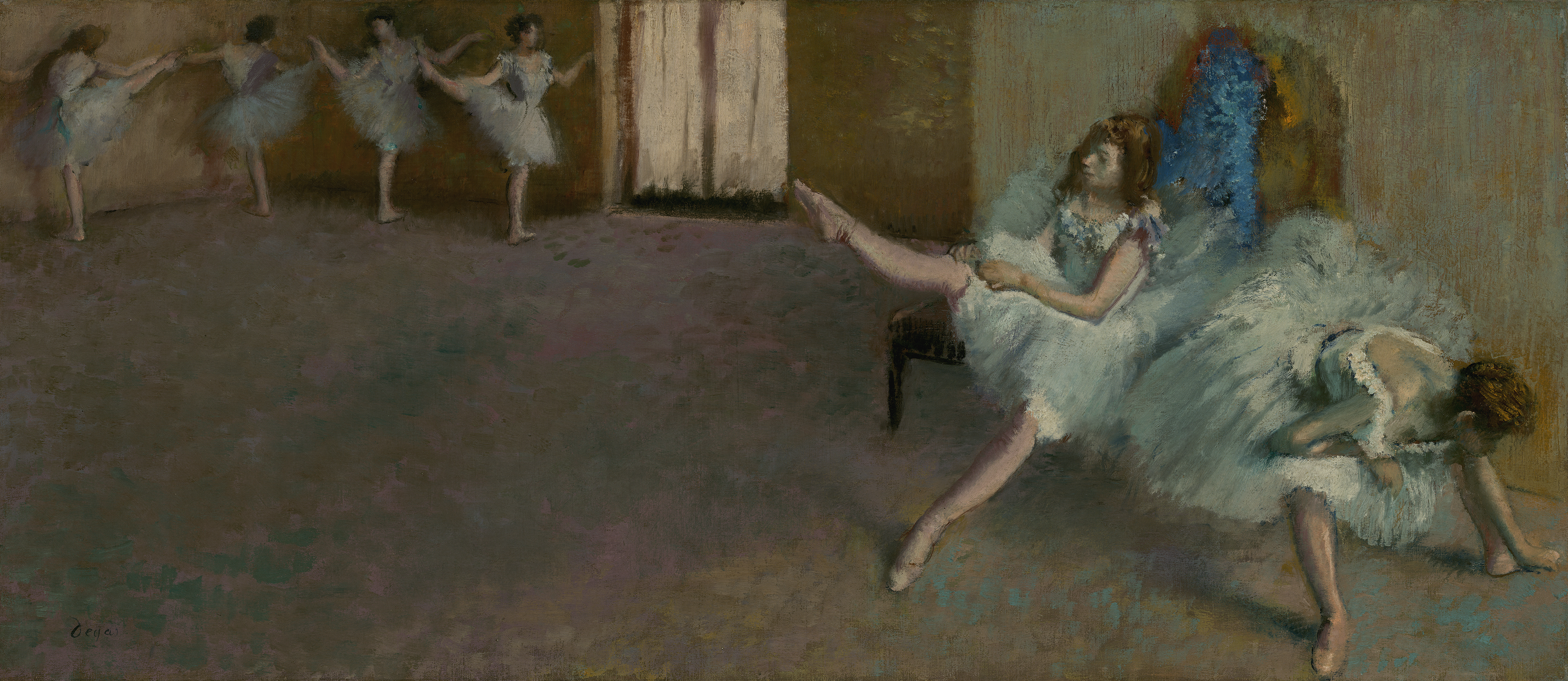
艾德加·竇加的《芭蕾舞課前》（Before the Ballet），40 × 88.9cm，約作於1890－1892年，來自喬瑟夫·爾利·韋德納的收藏。
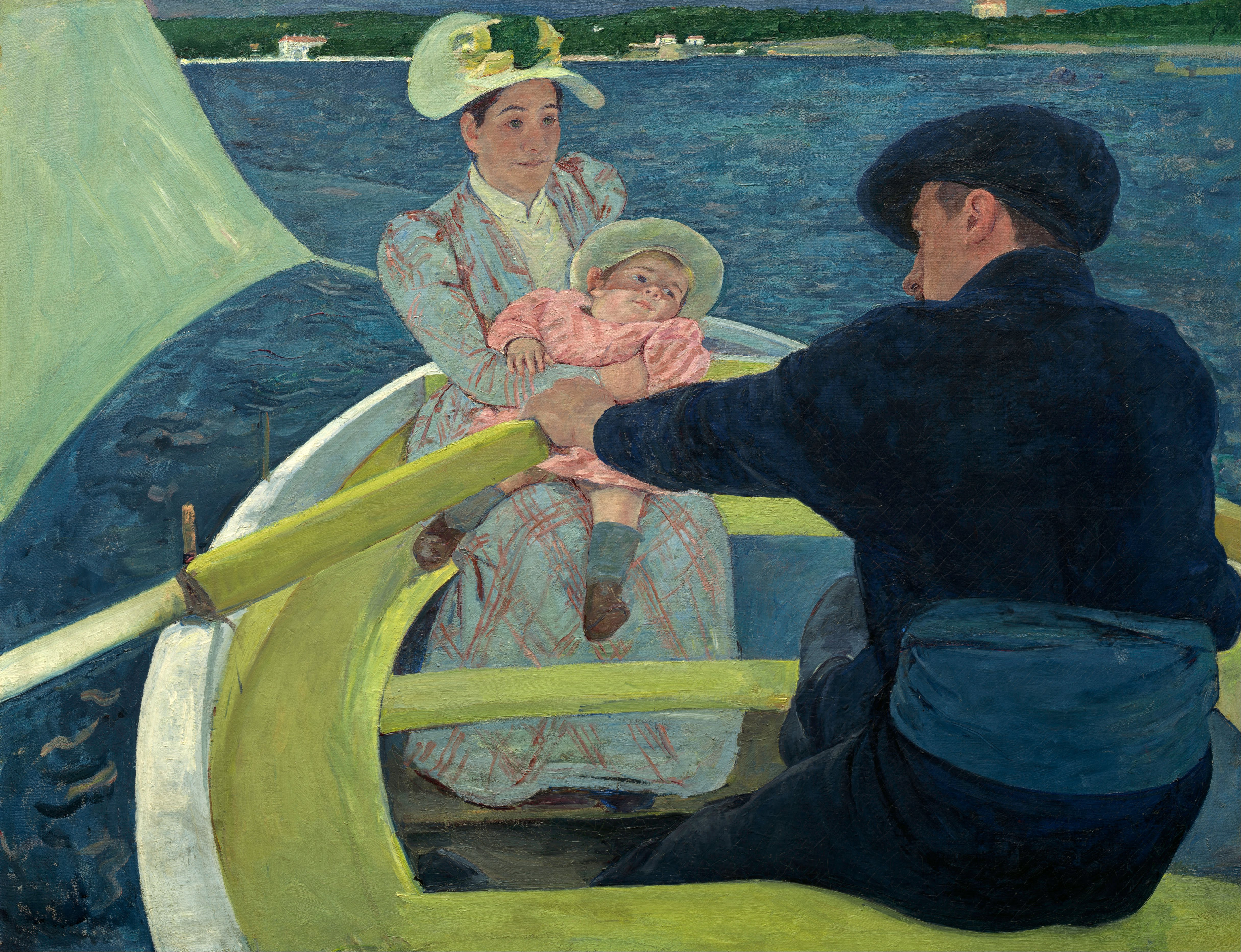
瑪麗·卡薩特的《划船聚會（英语：The Boating Party）》，90 × 117.3cm，約作於1893－1894年，來自切斯特·戴爾的收藏。
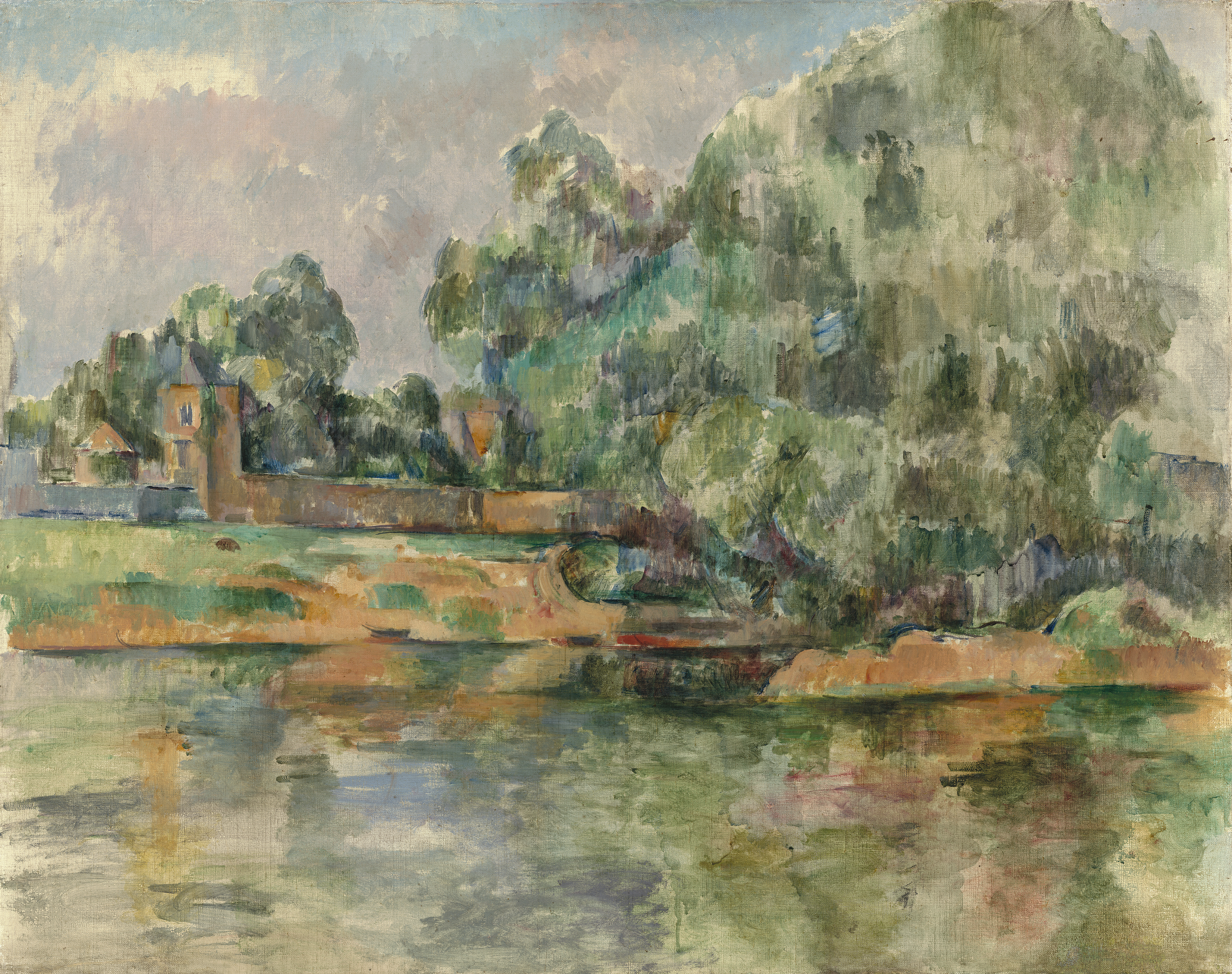
保羅·塞尚的《河堤》（Riverbank），73 × 92.3cm，約作於1889年，來自愛爾莎·梅隆·布魯斯的收藏。
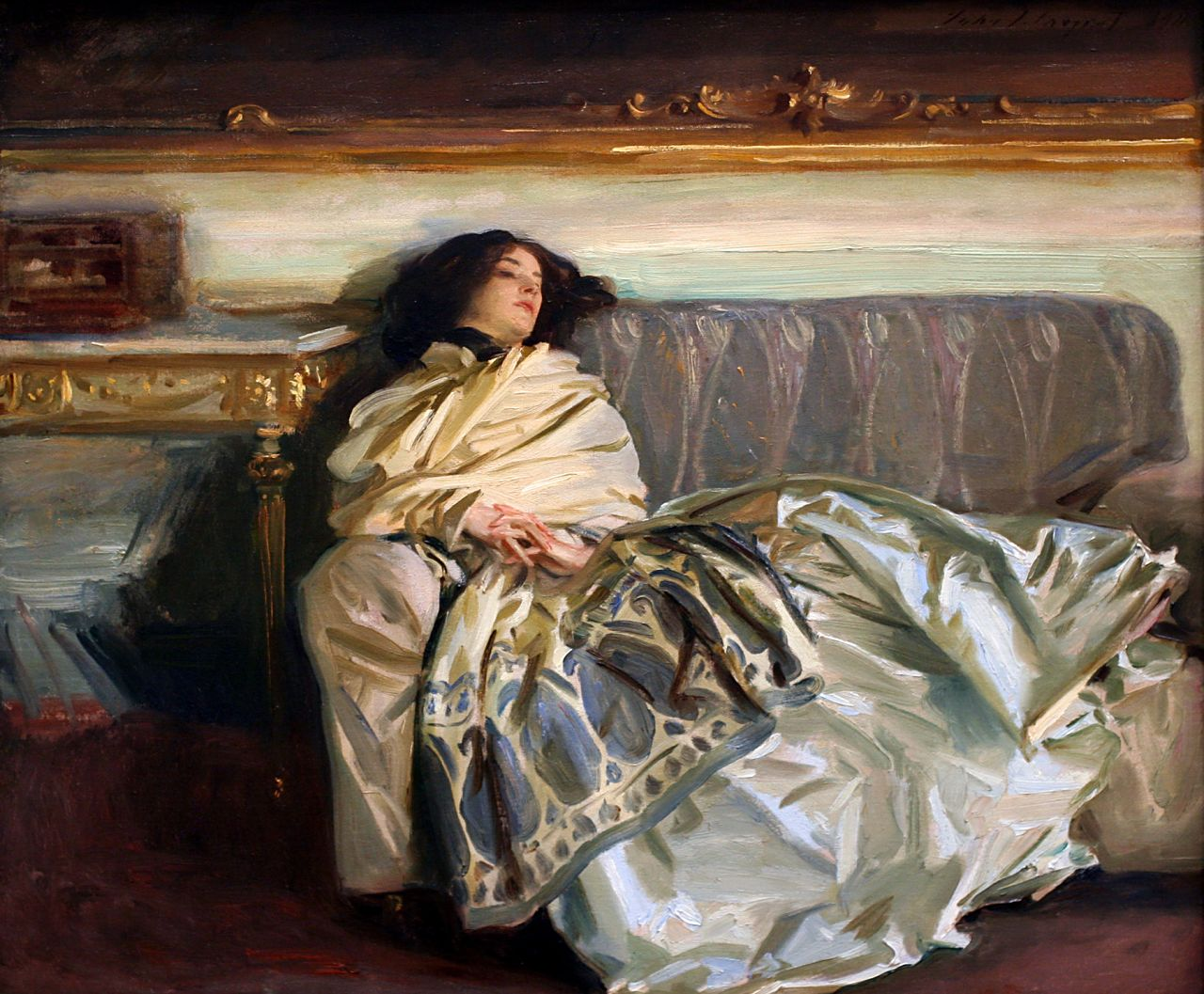
約翰·辛格·薩金特的《懶散（法语：Nonchaloir）》，63.8 × 76.2cm，約作於1911年，寇特·H·萊辛格（Curt H. Reisinger）於1948年捐贈。
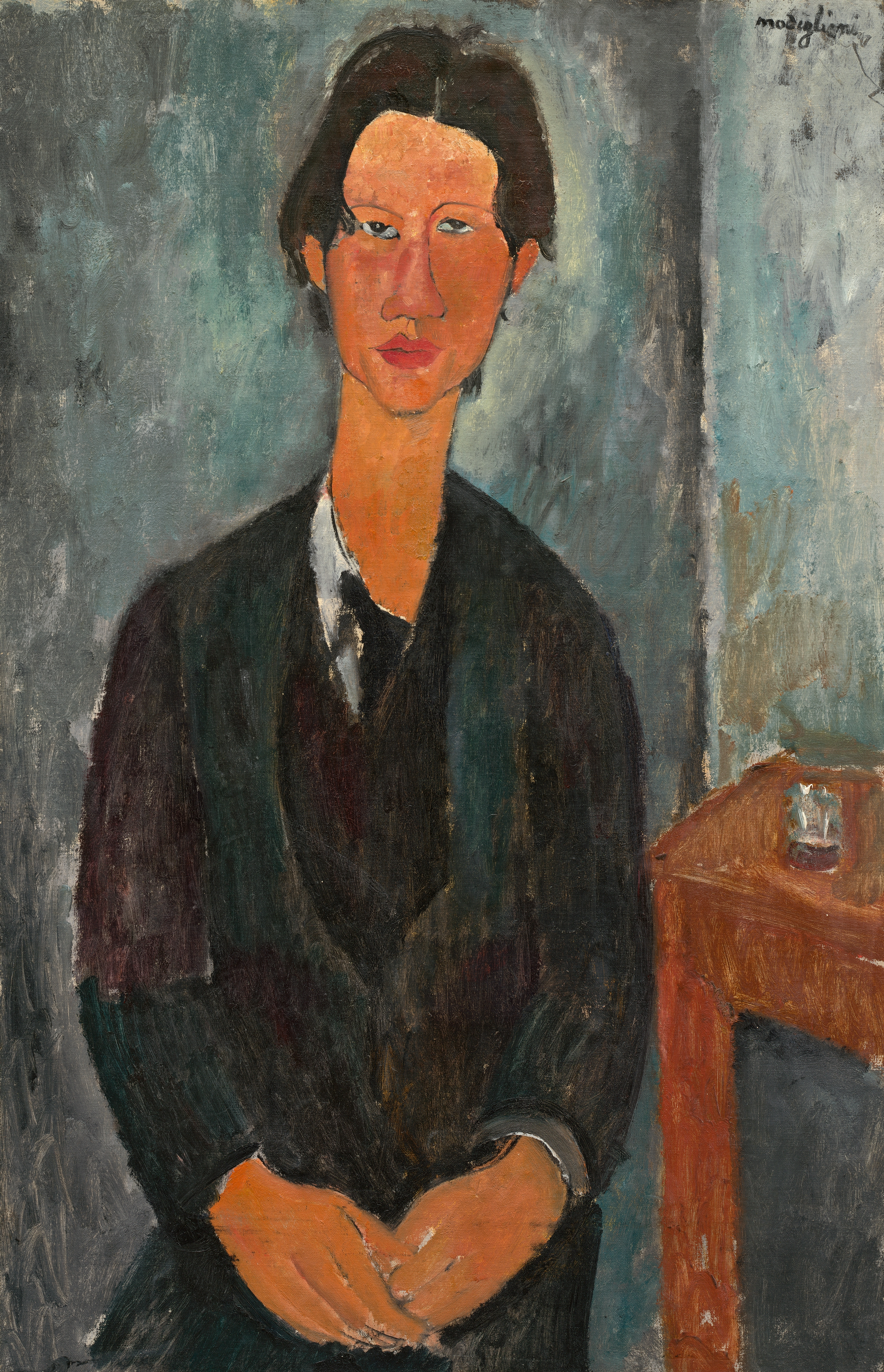
亞美迪歐·莫迪利亞尼的《柴姆·蘇丁》（Chaim Soutine），91.7 × 59.7cm，約作於1917年，來自切斯特·戴爾的收藏。